# Zgorzelec
Zgorzelec [zgɔ'ʐɛlɛʦ] (Zgorzelecⓘ, deutsch Görlitz, obersorbisch Zhorjelc, oberlausitzisch: Gerlz, Gerltz oder Gerltsch) ist eine Stadt am östlichen Ufer der Lausitzer Neiße. Sie liegt im östlichen Teil der Oberlausitz und ist deren viertgrößte Stadt. Zgorzelec ist Kreisstadt des Powiat Zgorzelecki der Woiwodschaft Niederschlesien in Polen. Zgorzelec hat etwa 30.400 Einwohner und ist Sitz der gleichnamigen Landgemeinde, der sie nicht angehört.
Sie ist seit dem Ende des Zweiten Weltkrieges und der folgenden Grenzziehung entlang der Oder-Neiße-Linie die polnische Nachbarstadt der deutschen Stadt Görlitz, deren Oststadt sie einst war. Die verstärkte Besiedlung der Ostvorstadt begann Ende des 19. Jahrhunderts. Die historische Gründerzeit-Bebauung an der Stadtbrücke kündet von der damaligen Ausdehnung des Görlitzer Stadtgebietes. Der Stadtteil wurde stark durch das Militär und seine Kasernenbauten geprägt.
Heute ist sie Mitglied der Euroregion Neiße und erklärte sich 1998 zusammen mit Görlitz zu einer gemeinsamen Europastadt.

## Geographie

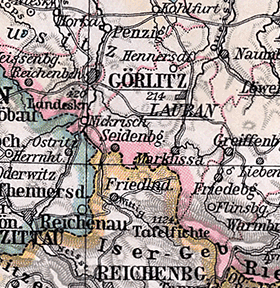
Görlitz und seine Nachbarorte auf einer Landkarte von 1905

### Geographische Lage
Die Stadt liegt in Niederschlesien im polnischen Teil der Oberlausitz östlich der Lausitzer Neiße, die dort den östlichen Rand des Lausitzer Granitmassivs mit den Ausläufern des böhmisch-lausitzischen Grenzgebirges durchbricht. Sie befindet sich am Übergang zwischen dem nördlichen Oberlausitzer Heide- und Teichgebiet und dem südlichen Lausitzer Bergland. Südlich des Plateaus des Neißedurchbruchtales mündet das Czerwona Woda (Rothwasser) in die Neiße. Auf dem Plateau oberhalb der Neiße befindet sich das sogenannte Jägerwäldchen.
Nordöstlich um die Stadt schließt sich die Görlitzer Heide an, ein großes Waldgebiet, das bis zur Teilung der Stadt 1945 im Besitz der Stadt war.
Das heutige Stadtgebiet von Zgorzelec liegt auf etwa 209 m n.p.m., wohingegen sich die Uferregionen an der Neiße auf etwa 175 m n.p.m. befinden. Die höchste Erhebung ist der Drewniak (Jäckelsberg, ehem. auch Holzberg) im südlichen Stadtteil Ujazd mit einer Höhe von 225,3 m n.p.m., gefolgt vom Mojeska Góra (Langer Berg) südöstlich des kommunalen Friedhofs mit 224,7 m n.p.m. und dem Krucze Wzgórze (auch Krucza Góra; Rabenberg) in der Neißevorstadt mit 221,7 m n.p.m. Der auf etwa 215 m n.p.m. gelegene Ausblick von der sogenannten Felsenkanzel auf den gegenüberliegenden Weinberg, die Landskronbrauerei und das etwa 30 Meter tieferliegende Durchbruchtal der Neiße ist mittlerweile zugewachsen.
Der 15. Meridian östlicher Länge durchquert die Stadt. Während der Winterzeit stimmt die mittlere Sonnenzeit von Zgorzelec mit der Mitteleuropäischen Zeit überein. Eine gepflasterte Linie kreuzt seit 2012 die Ulica Daszyńskiego, den Verlauf des Meridians symbolisierend. Die Stadt liegt auf 51° 08′ nördlicher Breite.
Die nächsten größeren Städte sind Cottbus etwa 80 Kilometer nordwestlich, das niederschlesische Legnica (Liegnitz) etwa 80 Kilometer östlich und das tschechische Liberec (Reichenberg) etwa 50 Kilometer südlich von Zgorzelec. Die niederschlesische Woiwodschaftshauptstadt Breslau ist etwa 150 Kilometer entfernt.

### Geologie
Das Stadtgebiet befindet sich zum großen Teil auf Lausitzer Grauwacke. Nur das Gebiet südlich der Stadtbrücke ist auf Lausitzer Granodiorit gelegen. Die Grenze zwischen beiden Gesteinsschichten verläuft in etwa von der Stadtbrücke über die Ulica Marszałka Józefa Piłsudskiego, weiter über die Ulica Ignacego Daszyńskiego und die Ulica Bohaterów II Armii Wojska Polskiego.
Die Grauwacke setzt sich aus Biotit, grauem Quarz und hellem Feldspat mit Schichten aus feinkörniger Grauwacke und dichten Grauwackenschiefern zusammen. Südlich des Neißeviaduktes, auf Höhe der Einmündung des Rothwassers, endet die vom harten Granodiorit verursachte Einengung des Neißetals.

### Ausdehnung des Stadtgebiets
Die Stadt hat eine ungefähre Nord-Süd-Ausdehnung von 7,1 Kilometern und eine Ost-West-Ausdehnung von ca. 3,6 Kilometern. Sie erstreckt sich über eine Fläche von insgesamt 15,88 Quadratkilometern. Insgesamt werden 614 Hektar landwirtschaftlich genutzt. Das entspricht 38,6 Prozent der Stadtfläche. Bewaldete Gebiete nehmen mit 49,3 Hektar 3,1 Prozent des Stadtgebiets ein.
Der nördlichste Punkt der Stadt befindet sich nördlich der Autobahn 4 nahe der Neiße, der südlichste Punkt liegt an der südlichen Ausfallstraße Ulica Łużycka in Höhe des ehemaligen Stalag VIII A. Die westlichste Punkt ist das Neißeufer unterhalb des Neißeviaduktes, der östlichste liegt nördlich der Bahnstrecke nach Lubań im Wohnviertel östlich der Ortsumgehungsstraße Ulica Cmentarna.

### Stadtgliederung

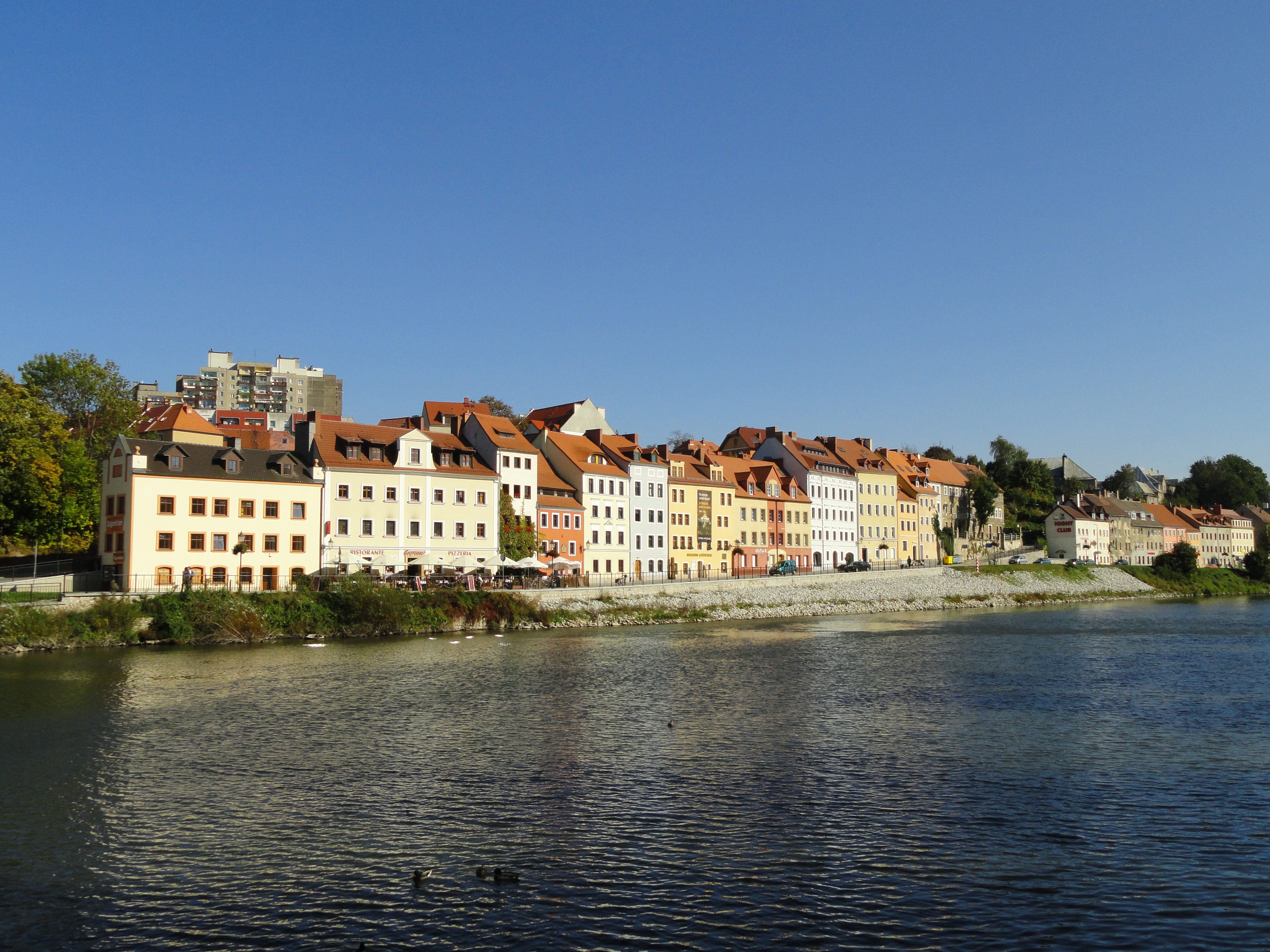
Die historische Neißevorstadt, dahinter erhebt sich eine neuzeitliche Plattenbausiedlung

Das historische Areal der Görlitzer Ostvorstadt liegt unterhalb des Raben- und Töpferberges. In den Gründerzeitjahren schlossen sich neue Wohngebiete an das historische Viertel an. So entstanden beispielsweise die gründerzeitlichen Straßenzüge in Höhe der Reichenberger Brücke, die Gartenstadt auf dem Rabenberg, die Mietshäuser rund um die Kasernen der Ostvorstadt sowie die Frontkämpfersiedlung östlich der Eisenbahnlinie nach Węgliniec (Kohlfurt). Nach 1945 entstanden wie in anderen polnischen Städten Neubaugebiete in Plattenbauweise, die die typische Bebauungshöhe der Vorzeit überschreiten und somit stark in das historische Stadtbild eingreifen. Zum Teil befinden sie sich in einem äußerlich ruinösen Zustand. Die einstige Frontkämpfersiedlung östlich der Bahnstrecke nach Węgliniec wurde zu einer ausgedehnten Ein- und Mehrfamilienhaussiedlung erweitert, an die sich das Gewerbegebiet in Richtung Łagów (Leopoldshain) anschließt.
Südlich der Eisenbahnlinie nach Wałbrzych (Waldenburg) schließt sich der Stadtteil Ujazd (Moys) an. Er ist durch eine eher kleinstädtische Bebauung geprägt. Das restliche Stadtgebiet ist in folgende sechs Viertel (Dzielnica) und Siedlungen (Osiedle) unterteilt: Dzielnica Północ (Nordviertel), Przedmieście Nyskie (Neißevorstadt), Osiedle Zachód (Westsiedlung), Osiedle Centralne (Zentralsiedlung), Śródmieście (Innenstadt) und Osiedle Słoneczne (Sonnensiedlung).

### Nachbargemeinden
An die Stadtgrenze stoßen die Gmina Zgorzelec (Landgemeinde Zgorzelec) und die deutsche Nachbarstadt Görlitz. Die Landgemeinde umschließt die Stadt im Norden, Süden und Osten. Zu den größeren Städten in der Umgebung zählen Pieńsk (Penzig) im Norden, Lubań (Lauban) im Osten, Zawidów (Seidenberg) und Bogatynia (Reichenau i. Sachsen) im Süden.

### Klima
Die durchschnittliche Tageshöchsttemperatur in den Sommermonaten liegt bei über 20 °C, die durchschnittlichen nächtlichen Tiefstwerte in den Wintermonaten bei 0 bis −5 °C. Der feuchteste Monat ist der August mit einer mittleren Niederschlagsmenge von 74 mm. Der Februar ist hingegen mit rund 37 mm der trockenste Monat. Die durchschnittliche Lufttemperatur in Zgorzelec beträgt 8,2 °C, der jährliche Niederschlag 657 Millimeter. Die durchschnittliche Dauer der Vegetationsperiode mit mehr als 5 °C beträgt 220 Tage.
Die längste Sonnenscheindauer herrscht im Juli mit täglich rund sieben Stunden. Im Dezember beträgt die Sonnenscheindauer durchschnittlich nur eine Stunde und 30 Minuten pro Tag.
Die Daten der darunterstehenden Klimatabelle stammen von der Wetterwarte Görlitz, dem deutschen Teil der Doppelstadt.
|                        | Jan  | Feb  | Mär  | Apr  | Mai  | Jun  | Jul  | Aug  | Sep  | Okt  | Nov  | Dez  |   |       |
| Mittl. Temperatur (°C) | −1,5 | −0,4 | 3,2  | 7,6  | 12,6 | 15,8 | 17,3 | 16,9 | 13,6 | 9,2  | 3,9  | 0,2  | ⌀ | 8,2   |
| Mittl. Tagesmax. (°C)  | 0    | 0    | 6    | 11   | 17   | 20   | 22   | 21   | 18   | 12   | 6    | 2    | ⌀ | 11,3  |
| Mittl. Tagesmin. (°C)  | −3   | −5   | −1   | 2    | 7    | 11   | 13   | 12   | 8    | 6    | 1    | 0    | ⌀ | 4,3   |
|                        |      |      |      |      |      |      |      |      |      |      |      |      |   |       |
| Niederschlag (mm)      | 46,9 | 36,8 | 38,6 | 49,4 | 66,1 | 69,6 | 70,1 | 74,4 | 51,9 | 44,9 | 50,9 | 57,1 | Σ | 656,7 |
|                        |      |      |      |      |      |      |      |      |      |      |      |      |   |       |
| Sonnenstunden (h/d)    | 1,8  | 2,7  | 3,9  | 5,3  | 6,9  | 7,0  | 7,2  | 6,8  | 5,1  | 4,1  | 1,9  | 1,5  | ⌀ | 4,5   |
|                        |      |      |      |      |      |      |      |      |      |      |      |      |   |       |
| Regentage (d)          | 10   | 9    | 9    | 10   | 10   | 10   | 10   | 10   | 9    | 7    | 10   | 12   | Σ | 116   |
|                        |      |      |      |      |      |      |      |      |      |      |      |      |   |       |
| Luftfeuchtigkeit (%)   | 85   | 84   | 78   | 74   | 73   | 74   | 73   | 75   | 79   | 81   | 84   | 86   | ⌀ | 78,8  |

| −3 |

| −5 |

| −1 |

| 2 |

| 7 |

| 11 |

| 13 |

| 12 |

| 8 |

| 6 |

| 1 |

| 0 |

| −3 |

| −5 |

| −1 |

| 2 |

| 7 |

| 11 |

| 13 |

| 12 |

| 8 |

| 6 |

| 1 |

| 0 |

| N i e d e r s c h l a g | 46,9 | 36,8 | 38,6 | 49,4 | 66,1 | 69,6 | 70,1 | 74,4 | 51,9 | 44,9 | 50,9 | 57,1 |
|                         | Jan  | Feb  | Mär  | Apr  | Mai  | Jun  | Jul  | Aug  | Sep  | Okt  | Nov  | Dez  |

## Geschichte

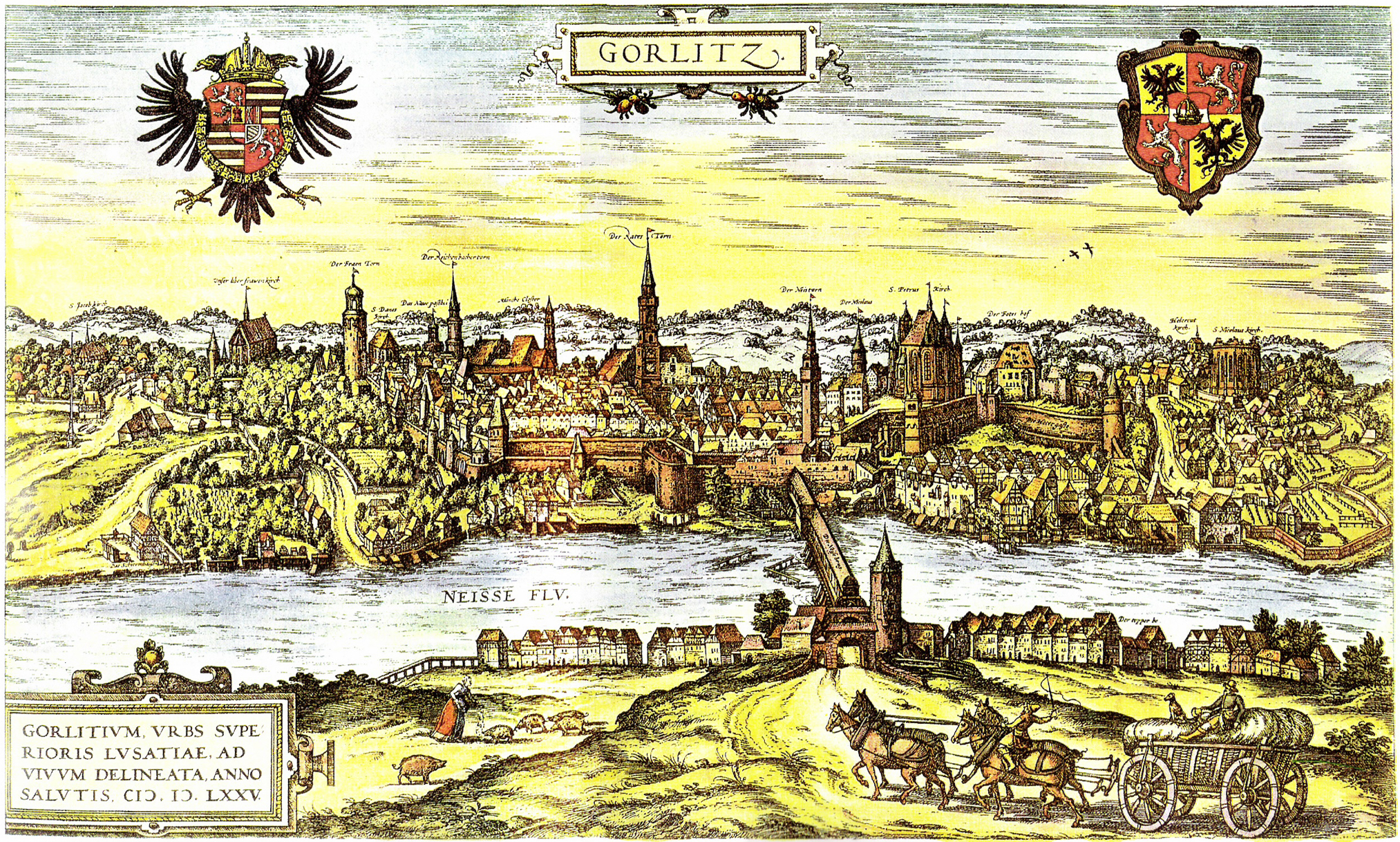
Bereits auf dem kolorierten Kupferstich von 1575 sind im Vordergrund rund um die Neißebrücke erste Häuser zu sehen

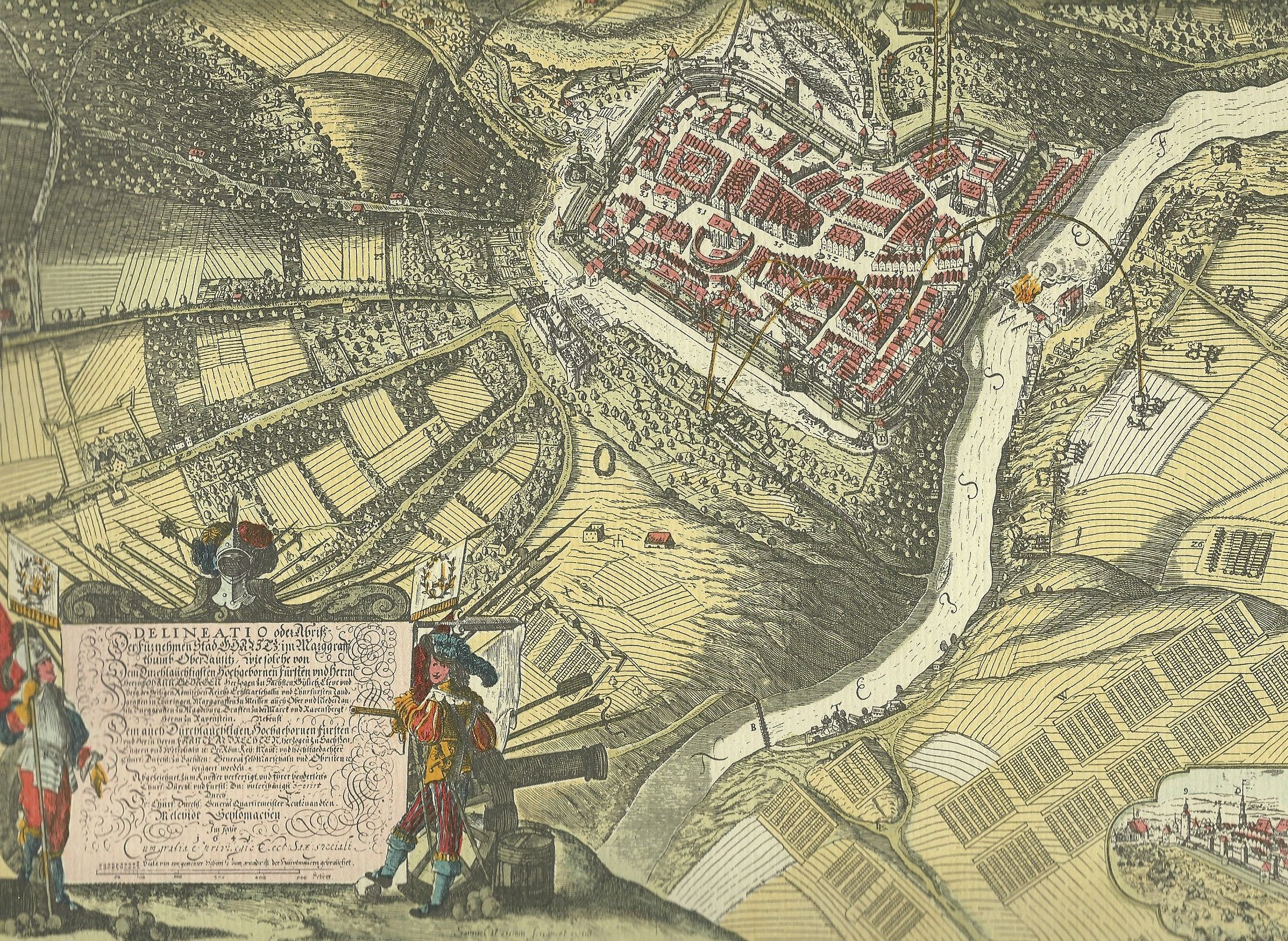
Belagerung der Stadt durch kaiserlich-kursächsische Truppen, die Neißevorstadt ist bis auf die Bebauung am Brückenkopf der Altstadtbrücke niedergelegt

### Vorstadt außerhalb der Stadtmauer
Das heutige Zgorzelec war bis 1945 die östlich der Neiße gelegene Vorstadt von Görlitz und somit ist ein Großteil der Geschichte eng mit der Entwicklung der Stadt Görlitz verbunden. An der Stelle der heutigen Altstadtbrücke verband schon seit langer Zeit ein Brückenbauwerk beide Uferseiten der Neiße. Die Brücke war weit und breit der einzige Übergangspunkt für schwere Fuhrwerke. So bündelte sich in der Görlitzer Vorstadt rechts der Neiße der damalige Fernverkehr aus Breslau, Bunzlau, Friedland, Lauban, Prag, Reichenberg, Sagan, Schönberg und Seidenberg sowie der Nahverkehr aus den reichen Dörfern östlich der Neiße. Ein Großteil des bedeutenden Verkehrs auf den wenigen Straßen der Neißevorstadt sank erst mit dem Bau der Eisenbahn 1847 sowie mit der Eröffnung der Reichenberger Brücke 1875 (heute: Johannes-Paul-II.-Stadtbrücke) südlich der Altstadtbrücke.
Der Spitalturm am Ostufer der Brücke bildete das Vorwerk des Neißetores auf der westlichen Neißeseite und sicherte die Neißeüberquerung gegen Angriffe von Osten. Die Stadtmauer umschloss jedoch nur die Stadtteile westlich der Neiße. Um den Spitalturm entwickelte sich im Laufe der Jahre die Ostvorstadt unterhalb des Raben- und Töpferberges. Sie umfasste am Beginn nur wenige Straßen. Die Vorstadt litt oft unter Wassermangel. Erst 1845 wurde eine Wasserleitung über die Neiße verlegt. Seit 1878 wurde die Vorstadt auch über das Wasserwerk an den Leschwitzer Wiesen im heutigen Weinhübel versorgt. Die erste Erweiterung der Vorstadt erfolgte in der zweiten Hälfte des 15. Jahrhunderts mit der Anlage der Laubaner Straße. 1522 folgte die zweite durch die Anlage des Neustädtchens.
Schwer gelitten hat die Vorstadt während der Hussitenkriege, der Belagerung der schwedisch besetzten Stadt durch kursächsisch-kaiserliche Truppen 1641 und im Krieg von 1813 sowie durch Feuersbrünste von 1525, 1726, 1807 und 1811.

### Ausdehnung der Vorstadt im 19. Jahrhundert und Entwicklung zum Militärstandort
Im 19. Jahrhundert nahm die Bevölkerungszahl in Görlitz stark zu. Auch die östliche Vorstadt erlebte in den Gründerzeitjahren einen Bauboom. Die dritte Erweiterung fand nach der Eröffnung der Reichenberger Brücke rund um das ehemalige Gasthaus Stadt Prag statt. Als vierte Erweiterung gilt die verstärkte Besiedlung des Rabenberges – diese Siedlung wurde 1910 als Gartenstadt angelegt. Im Jahr 1929 entstand das Wohlfahrtshaus des Diakonischen Werks an der Wasserpforte (Ulica Nadbrzeżna), einer Nebenstraße der Breslauer Straße (Ulica Wrocławska).
Im Jahr 1876 legte die Stadt für die Bebauung mehrere Grundsätze fest. An den Neißeübergängen sollten Plätze angelegt sowie zwischen der Reichenberger Brücke und dem Viadukt Promenadenstraßen errichtet werden. Auch Parkanlagen waren zwischen dem Viadukt und der Reichenberger Brücke vorgesehen. Die Bebauung an den Straßen sollte breite Vorgärten erhalten. Die nächste Überarbeitung des Planes im Jahr 1885 sah ein regelmäßiges Rechteckmuster für die Straßenverläufe vor, das auf keine Geländebewegung Rücksicht nahm. Ein weiterer Bebauungsplan von 1899 verwarf das Rechteckmuster, passte den Straßenverlauf an die Geländeverhältnisse an und beschränkte sich weiterhin nur auf das südliche Gebiet. Ausgangspunkt für den Plan war ein projektierter dritter Neißeübergang in der Verlängerung der Emmerichstraße. In dieser Zeit entstand auch das Neorenaissanceeckhaus, das heute das Zgorzelecer Rathaus beherbergt.

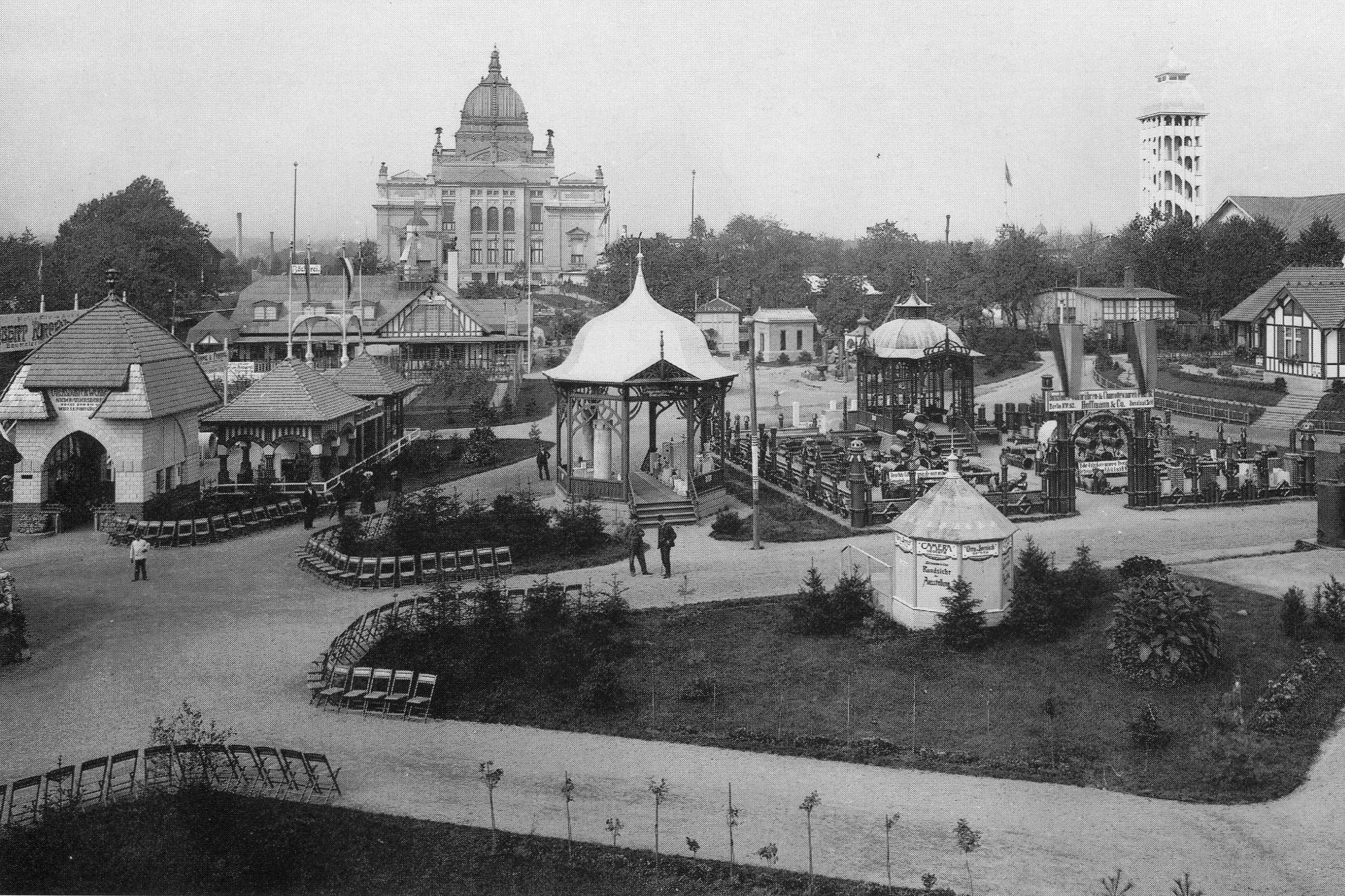
Blick über das Ausstellungsgelände der Niederschlesischen Gewerbe- und Industrieausstellung in Richtung Ruhmeshalle im Jahr 1905

Im Jahr 1905 fand auf Friedrichsplatz (Plac Jerzego Popiełuszki) und im Park südlich der Ruhmeshalle die Niederschlesische Gewerbe- und Industrieausstellung statt. Auf ca. 16,4 Hektar boten 114 Aussteller in zahlreichen Pavillons ihre Waren dar.
Der Ausbau zur preußischen Garnisonsstadt hinterließ seine Spuren in der Ostvorstadt. Drei Kasernen entstanden am damaligen Stadtrand, die Neue Kaserne (1896) (seit 1938: Courbière-Kaserne) an der Trotzendorfstraße (Ulica Armii Krajowej), die Kleist-Kaserne (1935) an der Kleiststraße (Ulica Bohaterów II Armii Wojska Polskiego) und die Winterfeldt-Kaserne (1936) an der Elsa-Brandström-Straße (Ulica Elizy Orzeszkowej). Die Gründerzeitbauten, die ehemaligen Kasernen und die Wohnbebauung der 1920/30er Jahren künden noch heute von dem aufstrebenden Stadtteil. Nach der Machtergreifung der Nationalsozialisten wurde am 30. Juni 1935 die Frontkämpfersiedlung eingeweiht.

### Ende des Zweiten Weltkriegs und Neubesiedlung
Am 8. Mai 1945 rückte die Rote Armee in Görlitz ein, und am 1. Juni wurde der Ostteil der Stadt von der sowjetischen Besatzungsmacht unter polnische Verwaltung gestellt. Die bis dahin noch nicht geflohenen Bewohner wurden ab Juli 1945 von der örtlichen polnischen Verwaltungsbehörde in die Sowjetische Besatzungszone vertrieben. Zunächst war unklar, ob die Stadthälfte dauerhaft von der Volksrepublik Polen annektiert werden sollte. Deshalb kamen in den ersten Monaten und Jahren nach 1945 kaum Polen, um sich hier anzusiedeln.
Beiderseits der neuen politischen Grenze entlang von Oder und Neiße wurde eine 30 Kilometer breite Grenzzone eingerichtet, die von Grenzschutzsoldaten besetzt und kontrolliert wurde. Für die Einreise in diese Grenzzone benötigte man eine Genehmigung und wurde bei der Ein- und Ausreise kontrolliert. Zu den ersten polnischen Einwohnern der östlichen Stadthälfte zählten Insassen der befreiten Konzentrationslager, Remigranten aus Westeuropa und Militärsiedler. Später wurden auch Bewohner neu angesiedelt, die aus den im Rahmen der „Westverschiebung Polens“ an die Sowjetunion gefallenen Gebieten östlich der Curzon-Linie kamen. Außerdem kamen Neusiedler aus Zentralpolen sowie den südlichen Woiwodschaften.
Zu den polnischen Siedlern kamen Ende der 1940er Jahre zahlreiche griechische und mazedonische Flüchtlinge, die in der Stadt einquartiert wurden. Sie hatten ihr Heimatland während des Bürgerkrieges zwischen 1946 und 1949 verlassen und flohen zunächst in die Nachbarländer Albanien, Jugoslawien und Bulgarien. Die nach Albanien und Bulgarien geflohenen Griechen wurden zwischen 1948 und 1950 auf die sozialistischen Bruderländer verteilt. Nach Polen kamen zwischen 1949 und 1950 ca. 15.000 Flüchtlinge zunächst per Schiff und später auch über den Schienenweg. Die Flüchtlinge wurden zunächst in Danzig, Gdynia, Stettin und in Niederschlesien einquartiert. Die größten Auffanglager befanden sich in Police (Pölitz) in Westpommern und in Zgorzelec. Zgorzelec war zugleich auch Standort eines staatlichen Erziehungszentrums für Kinder und Jugendliche aus Griechenland (poln.: POW – Państwowy Ośrodek Wychowawczy) mit Grundschule, Lyzeum und Internat. Unter den Griechen und Makedoniern nannte man die Stadt damals Paidopolis bzw. Detski Grad (dt.: Kinderstadt). Die Einrichtungen des POW waren unter anderem auch in den drei einstigen deutschen Kasernen untergebracht.
Ab Sommer 1949 wurden in Zgorzelec alle in Polen untergekommenen Bürgerkriegsflüchtlinge zusammengezogen. Auch neuankommende Flüchtlinge wurden sofort an die Neiße transportiert. Aufgrund der bevorstehenden Übernahme der örtlichen Kasernen durch das polnische Militär wurden die Lager und das POW im Sommer 1950 aufgelöst und ein Teil der Flüchtlinge auf die umliegenden Städte und Betriebe verteilt. Ein bedeutender Teil der Griechen und Makedonier blieb in Zgorzelec. Ab 1958 konnten die ersten Makedonier nach Jugoslawien zurückkehren. Nach dem Ende der Obristendiktatur 1974 konnten auch die Griechen Rückkehr in ihr Heimatland beantragen. Die meisten Griechen konnten aufgrund der aberkannten Staatsbürgerschaft jedoch erst ab 1981 nach dem Sieg von Andreas Papandreou nach Griechenland zurück. Einige Dutzend Nachfahren der Griechen von 1948 leben bis heute in der Stadt. An diesen Teil der Geschichte erinnern: der 2016 aufgestellte Obelisk am Ort des einstigen Griechenlagers sowie das Festival des griechischen Liedes jedes Jahr im Juli.

### Polonisierung
Die neuen Bewohner begannen mit der Polonisierung des östlichen Stadtgebiets. Offiziell wurde das Vorhaben als Repolonisierung bezeichnet, da die Lausitz bereits im 10. Jahrhundert zum Königreich Polen gehörte. Die kommunistischen Machthaber sprachen von wiedergewonnenen Gebieten. Im Rahmen der Polonisierung sollten die deutschen Spuren in den nun polnischen Gebieten verschwinden. Aus dem öffentlichen Raum verschwanden zahlreiche Kulturgüter, wie zum Beispiel Denkmäler und Andachtstafeln. Erste Zerstörungen gingen oft aus Rachegefühlen gegen die einstige deutsche Bevölkerung hervor. Teilweise wurden auch Grabsteine auf den Friedhöfen und deutschsprachige Gebetbücher zerstört.

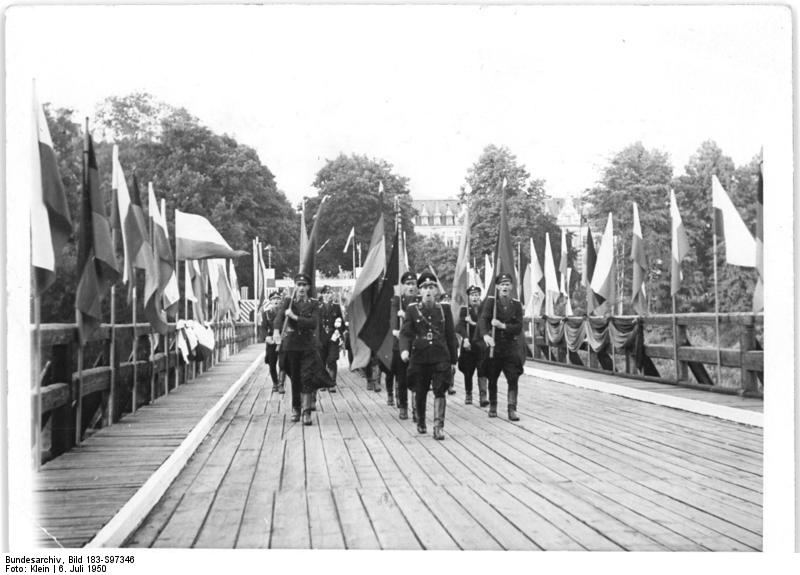
Die deutsche Delegation überquert angeführt von der Volkspolizei die provisorische Reichenberger Brücke zur feierlichen Unterzeichnung des Abkommens über die deutsch-polnische Friedensgrenze. (7. Juli 1950)

Zunächst bekam der Ostteil von Görlitz den Namen Zgorzelice, wurde jedoch 1946 nochmals in die heutige Bezeichnung Zgorzelec umbenannt, die der polonisierten Version des sorbischen Namens (Zgórjelc bzw. Zhorjelc) entspricht. Die Oder-Neiße-Grenze wurde am 6. Juli 1950 durch das zwischen der DDR und der Volksrepublik Polen geschlossene Görlitzer Abkommen dauerhaft festgelegt. Danach begann die eigentliche Entwicklung der nun eigenständigen polnischen Stadt Zgorzelec. Bei vielen angesiedelten Familien blieb jedoch noch lang die Ungewissheit, ob die entlang von Oder und Neiße gezogene Grenze endgültig sei. Anfangs mussten sich beide Teile der Stadt noch infrastrukturelle Einrichtungen, wie zum Beispiel das Gaswerk auf der polnischen und das Wasserwerk auf der deutschen Seite teilen. Erst im Laufe der Jahrzehnte bauten beide Stadtteile ihre eigene Infrastruktur aus. So entstand beispielsweise zwischen 1968 und 1972 ein neues Wasserwerk für den polnischen Teil im südlichen Ujazd.
Im Jahr 1957 wurde der grenzüberschreitende Verkehr über das von polnischen Facharbeitern wiedererrichtete Neißeviadukt aufgenommen. Am 1. Oktober des Folgejahres erklärten beide Nachbarstaaten die Stadtbrücke zum offiziellen Grenzübergang. Für den Grenzübertritt wurde jedoch ein Visum benötigt. Nach dem Inkrafttreten des visafreien Reiseverkehrs zwischen der DDR und der Volksrepublik Polen im Jahr 1972 wurde der Grenzübergang an der Stadtbrücke zu einem der wichtigsten Grenzübergänge im Westen Polens. Der Grenzübergang Görlitz/Zgorzelec war der einzige Übergang für den Straßenverkehr zwischen Zittau im Süden und Bad Muskau im Norden. Der visafreie Reiseverkehr wurde nach den Unruhen im Zusammenhang mit der Solidarność-Bewegung in Danzig bereits am 30. Oktober 1980 vonseiten der DDR wieder aufgehoben.
Das Militär war bereits seit der Errichtung der Neuen Kaserne 1896 sehr präsent in der Oststadt. Seit 1945 nutzten die polnischen Streitkräfte Zgorzelec als Garnisonsstadt. Die polnischen Truppen blieben bis 1998 in den ehemaligen deutschen Kasernen im Stadtgebiet stationiert. Bis zum Abzug nutzten die Streitkräfte die einstige Kleist-Kaserne und die Winterfeldt-Kaserne. Unter anderem waren in Zgorzelec ein Flak-Regiment, ein Aufklärungsbataillon sowie ein Regiment der Chemiewaffenabwehr stationiert.

### Nach 1989
Zgorzelec gehörte in der neugeschaffenen Verwaltungsstruktur Polens nach dem Zweiten Weltkrieg anfangs zur Woiwodschaft Breslau. Nach der Reform der Woiwodschaftsstrukturen 1975 wechselte die Stadt in die neugegründete Woiwodschaft Jelenia Góra. Im Zuge der Verwaltungsreform 1998 ging die Woiwodschaft Jelenia Góra in der Woiwodschaft Niederschlesien auf.
Seit 1998 bilden Zgorzelec und die deutsche Nachbarstadt Görlitz eine Europastadt. Als Zeichen des Zusammenwachsens wurde die frühere Altstadtbrücke am 20. Oktober 2004 wieder eröffnet. Sie verbindet die Neißevorstadt von Zgorzelec mit der Görlitzer Altstadt. Die Brücke war am 7. Mai 1945 ebenso wie alle anderen Brücken in der Stadt gegen 22 Uhr gesprengt worden und war bis dahin die älteste Neißequerung in der Stadt gewesen. Auch der Umgang mit der deutschen Geschichte der Stadt hat sich entspannt. Im Februar 2012 beschloss der Stadtrat die Benennung zweier Straßen in der Neißevorstadt nach Bartholomäus Scultetus und Jakob Böhme. Seit 2011 erinnert auch ein Denkmal an der Kreuzung Ulica Stefana Okrzei/Ulica Bohaterów Getta an Böhme.
Gemeinsam mit Görlitz bewarb sich Zgorzelec um den Titel Kulturhauptstadt Europas 2010. Die Doppelstadt musste sich im Endausscheid Essen bzw. dem Ruhrgebiet geschlagen geben.
In der Nacht vom 14. auf den 15. März 2020 schloss Polen seine Grenzübergänge zu Deutschland infolge der COVID-19-Pandemie und somit auch die Grenzübergänge im Zgorzelecer Stadtgebiet. Die Altstadtbrücke wurde mit Bauzäunen komplett abgeriegelt und von mit Maschinengewehren bewaffneten, polnischen Grenzschutztruppen der Straż Graniczna bewacht. Der Grenzübergang an der Stadtbrücke blieb für polnische Rückkehrer geöffnet, die sich 14 Tage in Quarantäne begeben mussten. Die Grenzen wurden in der Nacht vom 12. auf den 13. Juni 2020 wieder geöffnet. Der Zgorzelecer Bürgermeister Rafał Gronicz öffnete mit seinem Görlitzer Amtskollegen Octavian Ursu feierlich den Grenzzaun auf der Altstadtbrücke im Beisein mehrerer hundert Menschen.

### Eingemeindungen
1929 wurde das Dorf Moys zum Görlitzer Stadtgebiet eingemeindet. Unter der polnischen Administration blieb Moys ein Stadtteil, wurde allerdings in Ujazd umbenannt. Nach 1945 kam es lediglich zu kleineren Gebietswechseln, aber zu keinen weiteren Eingemeindungen.
Unter der polnischen Verwaltung wechselte bis 1989 der Geländestreifen östlich des heutigen Real-Marktes an der Ulica Słowiańska zur Nachbargemeinde Łagów (Leopoldshain). Der Geländestreifen reichte bis zur Ortsdurchfahrt von Leopoldshain. Im Südwesten des Stadtteils Ujazd (Moys) hingegen erweiterte sich im gleichen Zeitraum das Stadtgebiet um ein kleines Waldstück an der Neiße und im Osten um ein kleines Areal östlich der Ulica Stanisława Kulczyńskiego. Zwischen 1989 und 2007 kam ein etwa 500 Meter breiter Geländestreifen nördlich der Autostrada 4 zwischen der Neiße und der Eisenbahnstrecke nach Węgliniec (Kohlfurt) zur Stadt. Dieses Areal gehörte bereits vor 1945 zur Stadt Görlitz.

### Einwohnerentwicklung

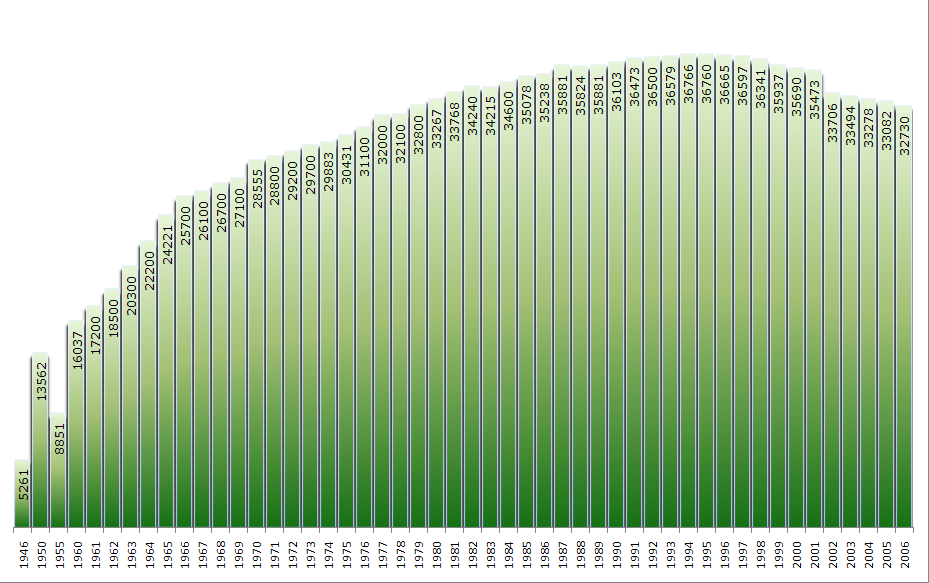
Einwohnerentwicklung der Stadt Zgorzelec im Zeitraum 1946–2006

Vor dem Zweiten Weltkrieg lebten ca. 8800 Görlitzer Bürger im Ostteil der Stadt. Die deutsche Bevölkerung wurde zum Großteil 1945 aus der Oststadt vertrieben. Im Dezember 1945 lebten noch etwa 2400 deutsche Bürger im Ostteil, im Jahr 1949 waren es noch 17.
Die polnische Regierung förderte die Umsiedlung ihrer Landsleute unter anderem mit dem Versprechen, dass jeder Zentralpole einen Hof in den Westgebieten erhalten würde. In Werbebroschüren versprach man den Siedlern bessere Lebensmöglichkeiten und Reichtum. Im Jahr 1947 lebten jedoch erst etwa 4300 Polen in der einstigen Görlitzer Oststadt. Die Hälfte der angesiedelten Polen waren auch Zwangsumgesiedelte, die aus den ehemaligen polnischen Ostgebieten kamen, die die Sowjetunion besetzt hatte. Die zweite große Gruppe der Neuansiedler waren Militärsiedler und Umsiedler aus Zentral- und Südpolen. Auch polnische Reimigranten aus Westeuropa zählten zu den Neubürgern. Neben den polnischen Siedlern wurden von 1948 bis 1950 vorübergehend makedonische und griechische Bürgerkriegsflüchtlinge in der Stadt untergebracht. Zeitweilig lebten bis zu 9.000 Flüchtlinge in der Stadt. Der größte Teil von ihnen kehrte in den 1980er Jahren wieder in die Heimat zurück. Der sogenannte Bulwar Grecki (dt.: griechischer Boulevard) mit einem Gedenkstein am Neißeufer und ein griechisches Fest erinnern an diese Zeit. Im Jahr 2010 lebten noch etwa 60 Griechen und deren Nachfahren in Zgorzelec. Damit ist sie die größte griechische Gemeinde in Polen.
Aktuell wohnen in Zgorzelec 29.810 (Stand: 31. Dezember 2020), das sind rund 7.000 Bewohner weniger als noch zum Höchststand 1994. Damit verzeichnet der Ort jedoch einen etwas schwächeren Bevölkerungsrückgang als die deutsche Nachbarstadt, deren Bevölkerungszahl im Vergleichszeitraum um nahezu 20 % sank. Zgorzelec und Görlitz haben zusammen rund 85.600 Einwohner, von denen rund 56.000 in Görlitz leben (Stand Dezember 2020).
Im Jahr 2019 waren 2,5 % der Einwohner im erwerbsfähigen Alter arbeitslos. 53,5 % der Arbeitslosen waren weiblich.

## Religionen
Der Großteil der Bevölkerung gehört, wie die meisten Polen, der römisch-katholischen Konfession an. Die griechischen Flüchtlinge, die bis heute in der Stadt verblieben, und deren Nachfahren besitzen seit 2002 eine ganz aus Holz gebaute, 45 m² kleine orthodoxe Kirche – die Heilige-Konstantin-und-Helena-Kirche. Der gegenwärtige (2018) Priester stammt aus Ostpolen und kann nur das theologisch gelehrte Altgriechisch, aber keineswegs das von den heutigen Griechen gesprochene Neugriechisch, was zu einer merklichen Entfremdung der Griechennachkommen führte. Er versteht sich und die Gemeinde daher eher als Anlaufpunkt für alle orthodoxen Christen in Zgorzelec. In der Pfarrkirche St. Peter und Paul in der deutschen Nachbarstadt Görlitz werden seit 2006 regelmäßig auch evangelische Gottesdienste in polnischer Sprache für die protestantischen Bewohner abgehalten. Die Zgorzelecer Protestanten gehören jedoch der lutherischen Gemeinde Lubań an. Weitere Religionsgemeinschaften sind die Baptisten, die freikirchliche Pfingstbewegung und die Zeugen Jehovas.
Die katholischen Gemeinden der Stadt gehören zum Dekanat Zgorzelec und dieses wiederum zum Bistum Legnica. Unter den zahlreichen Kirchen der Stadt befinden sich Kirchenbauten aus der deutschen Ära der Stadt, aber auch mehrere Neubauten am Stadtrand. Eine imposante Doppelkirche entstand ab 1981 am nördlichen Stadtrand mit der Oberkirche St. Josef (poln.: Kościół św. Józefa Robotnika) und der Unterkirche St. Barbara (poln.: Kościół św. Barbary). Sie wurde 1983 geweiht und befindet sich an der Ulica Księdza Jana Kozaka auf freiem Feld südlich des Werksgeländes des Zgorzelecer Heizwerkes. Der jüngste Sakralbau ist die 2009 geweihte St.-Hedwigs-Kirche (poln.: Kościół św. Jadwigi Śląskiej) im Osten der Stadt in der Nähe des Gewerbegebietes.
Ein weiterer Kirchenneubau entsteht im Stadtteil Ujazd nahe dem ehemaligen evangelischen Friedhof. Die Liebfrauenkirche (poln.: Kościół parafialny p.w. Matki Bożej Łaskawej) soll nach der Fertigstellung als Pfarrkirche der gleichnamigen Pfarrei (poln.: Parafia Matki Bożej Łaskawej) dienen. Im Jahr 2012 finden die Gottesdienste in einem provisorischen Kirchengebäude an der Baustelle statt. Der einstige Moyser Friedhof wurde im Herbst 2010 nach Jahrzehnten des Verfalls saniert und die verbliebenen deutschen Grabsteine wieder aufgestellt. Die bei den Bauarbeiten geborgenen Knochenreste wurden in eine Sammelgrabstelle gebettet, die mit einer Steinplatte bedeckt wurde. Auf der Steinplatte wurden drei große Gedenktafeln mit den Namen der Verstorbenen aufgestellt. Die Gemeinde der Liebfrauenkirche wird den Friedhof zukünftig wieder für ihre Begräbnisse nutzen.

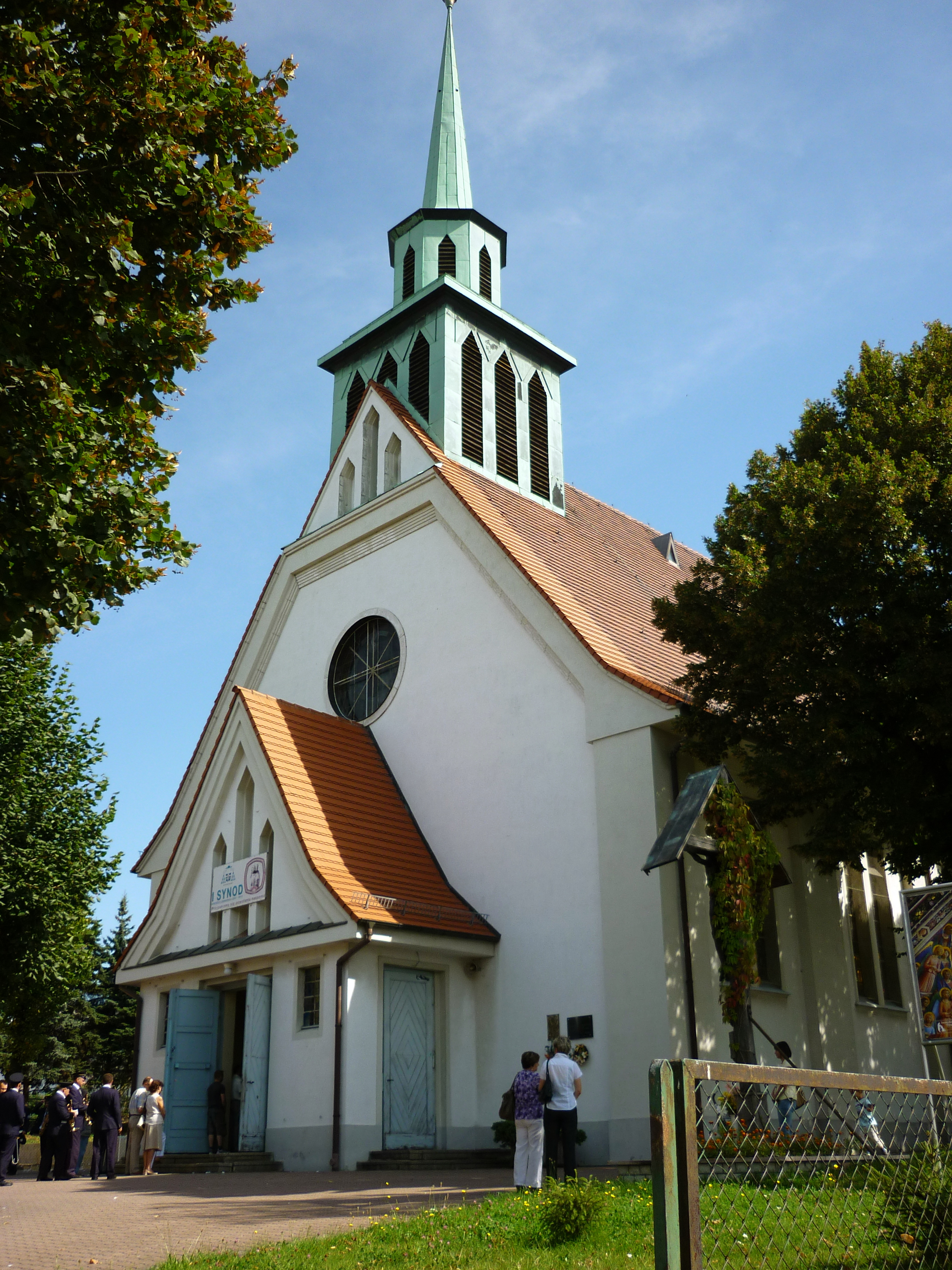
St. Bonifatiuskirche in der Nähe des Busbahnhofs
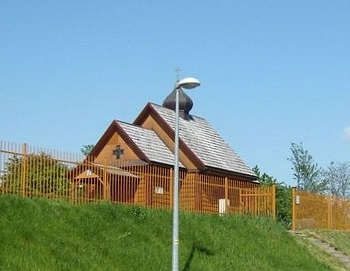
Griech.-orthodoxe Heilige-Konstantin-und-Helena-Kirche an der Ulica Lubańska
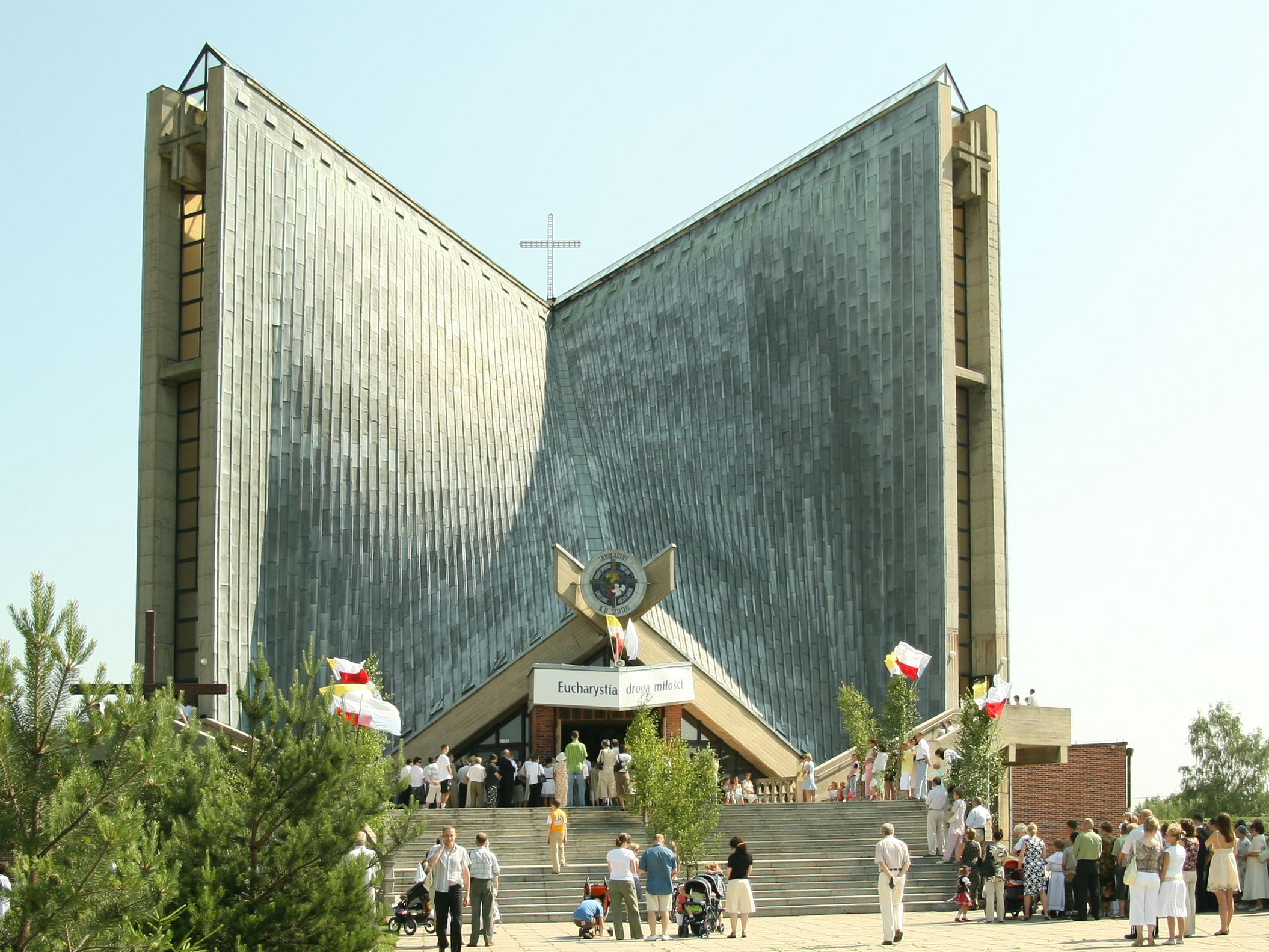
Kirche St. Josef der Arbeiter an der Ulica Księdza Jana Kozaka
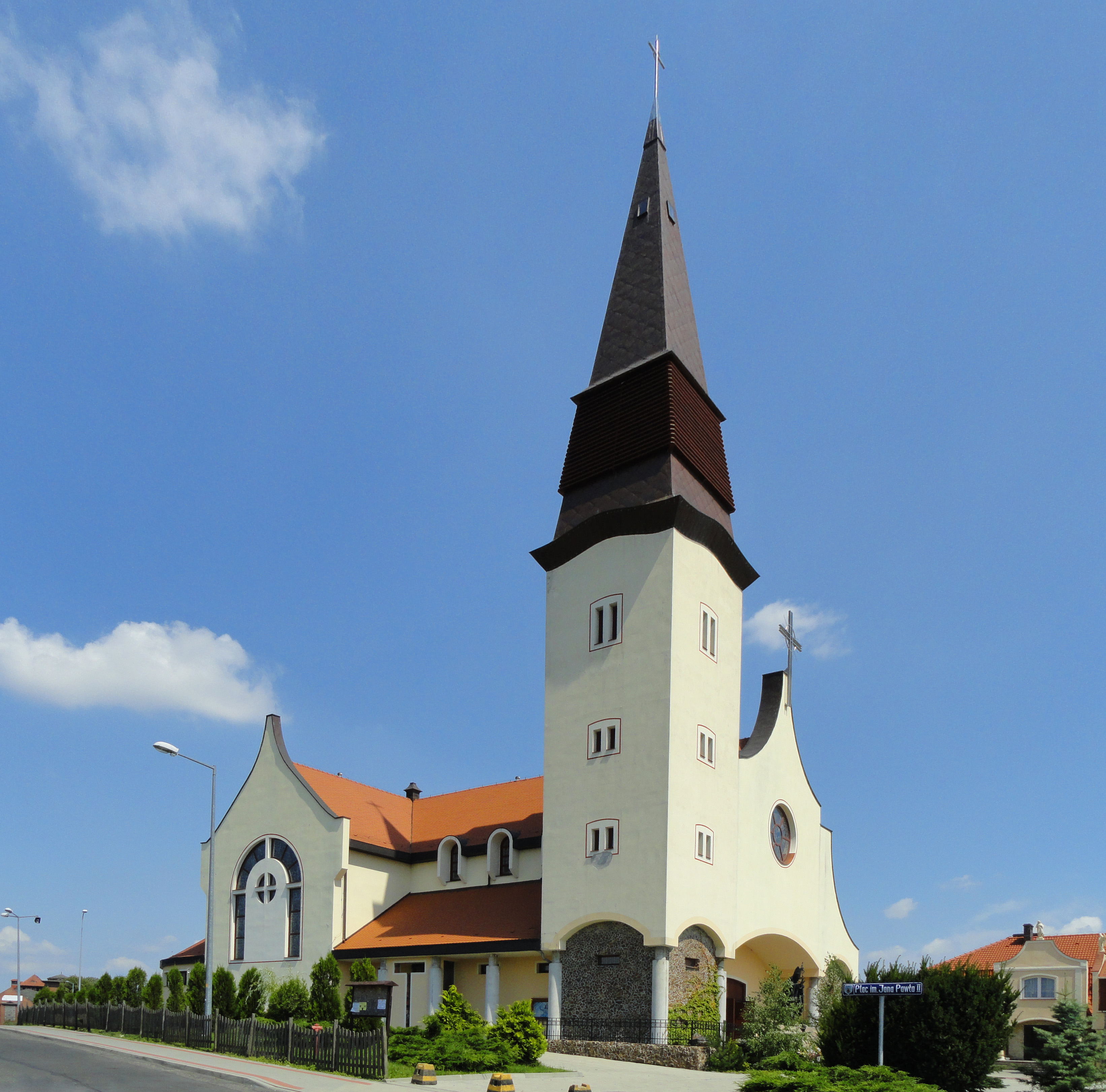
Kirche St. Hedwig an der Ulica Armii Krajowej

## Politik

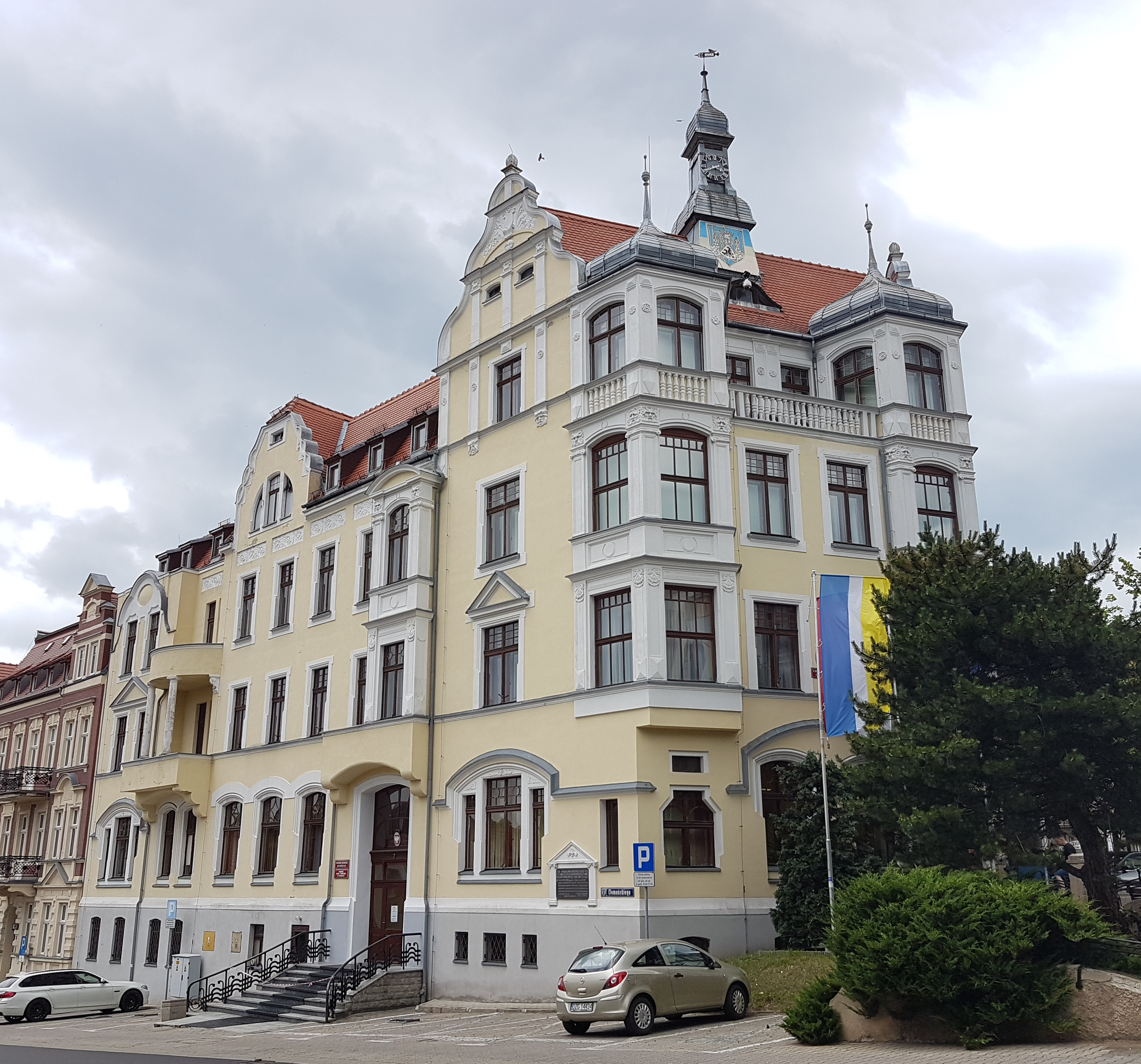
Zgorzelecer Rathaus mit der städtischen, der polnischen und der europäischen Flagge (v. l.)

### Stadtrat
Der Stadtrat (poln.: Rada Miasta) wird alle vier Jahre gewählt und besteht aus 21 Abgeordneten. Die letzte Stadtratswahl fand im Jahr 2014 statt. Im Stadtrat sind zurzeit zwei Parteien und zwei lokale Wählervereinigungen vertreten. Die 21 Sitzplätze in der Stadtvertretung sind wie folgt verteilt:
| Partei                                     | Sitze |
| ------------------------------------------ | ----- |
| Platforma Obywatelska                      | 15    |
| Prawo i Sprawiedliwość                     | 1     |
| Porozumienie Prawicy                       | 4     |
| Komitet Wyborczy Wyborców Ponad Podziałami | 1     |

### Bürgermeister
Die ersten freien Kommunalwahlen fanden 1990 statt, jedoch wechselte das Bürgermeisteramt häufig. Bereits im Folgejahr war das dritte Stadtoberhaupt im Amt. Seit 2006 ist Rafał Gronicz (PO) Bürgermeister von Zgorzelec. Er stellte sich 2010 zur Wiederwahl für das Bürgermeisteramt und gewann die Wiederwahl gegen seinen Amtsvorgänger Mirosław Fiedorowicz (SLD). Auch die Wahlen im Jahr 2014 konnte er im zweiten Wahlgang mit 66,48 % gegen seinen Herausforderer Zawada Sławomir Artur (PiS) für sich entscheiden. Die Amtszeit des Bürgermeisters dauert vier Jahre. Das Rathaus mit dem Amtszimmer des Stadtoberhauptes befindet sich in einem ehemaligen Gründerzeitwohnhaus an der Ulica Domańskiego Ecke Ulica Warszawska.

### Haushalt
Die Einnahmen der Stadt betrugen im Jahr 2014 rund 107,5 Millionen Złoty. Der Großteil der Einnahmen stammte mit 52,1 % aus dem Gemeindeanteil an der Körperschaft- und Einkommensteuer. Die Einnahmen entsprachen 3389 Złoty pro Einwohner. Den Einnahmen standen im selben Jahr Ausgaben in Höhe von 107,2 Millionen Złoty gegenüber. Für Bildung und Erziehung wurde der größte Anteil mit 28,5 % ausgegeben, gefolgt von 24,6 % für Sport. Der Anteil an Ausgaben für Soziales (u. a. Sozialhilfe) belief sich auf 12,9 %. Die Ausgaben für die öffentliche Verwaltung und Umweltschutz hatten einen Gesamtanteil von 10,7 %. Die Prokopfausgaben betrugen 3380 Złoty.

### Wappen und Flagge
|                               |  |
|                               |  |
| Banner, Wappen und Hissflagge |  |

Zgorzelec führt seit 1960 ein eigenes Stadtwappen. Es hat seinen Ursprung in dem ersten Görlitzer Stadtsiegel (Sigillum civitatis Gorliz) aus dem 13. Jahrhundert. Das Siegel befand sich 1298 an einem Beschluss des Rats der Stadt. Es unterscheidet sich vom Stadtwappen unter anderem in der Figur auf dem mittleren Wappenschild. Das Wappen auf dem Siegel zierte bis 1329 der Brandenburgische Adler, der danach durch den Böhmischen Löwen ersetzt wurde. Auf dem Stadtwappen ist dort der Schlesische Adler zu sehen, allerdings ohne den silbernen Brustmond mit seinem Kreuz. Der mittlere höhere Torturm mit dem breiten Dach ging bei der Umgestaltung verloren. Von ihm blieb lediglich die rundbogig geschlossene Toröffnung erhalten. Auch das Siegel mit dem böhmischen Wappen zeigte nur noch die Toröffnung.
Blasonierung: In Blau eine gezinnte silberne Stadtmauer mit zwei spitzbedachten Türmen, zwischen denen vor einer rundbogigen Toröffnung sich ein nach rechts gelehnter dreieckiger Schild mit dem schlesischen Adler und darüber ein eisenfarbener Topfhelm mit einem Adlerflug befinden.
Die Stadtflagge ist dreigeteilt. Die oberen zwei Fünftel der Fahne sind blau und die unteren zwei Fünftel gelb. Der mittlere, dünne Streifen ist weiß. Die Farben gelb und blau symbolisieren die Zugehörigkeit zur Oberlausitz. Die untere Farbkombination weiß und gelb sind die Farben der schlesischen Flagge.

### Städtepartnerschaften und Europastadt
Neben der Partnerschaft mit der deutschen Nachbarstadt Görlitz unterhält Zgorzelec Städtepartnerschaften mit dem französischen Avion, dem ukrainischen Myrhorod und dem griechischen Naoussa. Die Partnerschaft mit Naoussa wurde am 29. August 1998 von Grigoris Lioliosa, dem Bürgermeister von Naoussa und dem Zgorzelecer Stadtoberhaupt Wojciech Leszczynski unterzeichnet.
Bereits 1980 wurde ein Partnerschaftsvertrag mit der deutschen Nachbarstadt geschlossen. Nach der Wiedervereinigung Deutschlands wurde der Vertrag im April 1991 und zuletzt 2004 – im Jahr der Eröffnung der neuen Altstadtbrücke über die Neiße – erneuert. Erstmals fand 1996 eine gemeinsame Stadtratssitzung von deutschen und polnischen Stadträten statt. Mittlerweile treffen sich beide Stadtparlamente mindestens einmal jährlich.
Beide Nachbarstädte kooperieren mittlerweile auch im Rahmen der 1998 deklarierten Europastadt auf vielen Ebenen. So existiert beispielsweise eine innerstädtische, grenzüberschreitende Stadtbuslinie. Ausgehend von der Stadt Zgorzelec startete 2012 auch ein neuer Anlauf für eine grenzüberschreitende Straßenbahnlinie. Der Zgorzelecer Bürgermeister bekam bereits von der Woiwodschaft Niederschlesien Unterstützung signalisiert. Kosten für Investitionen und Betrieb sowie der Streckenverlauf sollen in einer Studie ermittelt werden um einen Antrag auf europäische Fördermittel beantragen zu können. Angestrebt ist eine Umsetzung bis 2020. Weiterhin gibt es seit 1994 den deutsch-polnischen Kindergarten Zwergenhaus in Görlitz und einen polnisch-deutschen Kindergarten in Zgorzelec. Weiterführend können die Kinder und Jugendlichen die deutsch-polnische Grundschule in der Innenstadt und das bilinguale Augustum-Annen-Gymnasium besuchen. Auch zahlreiche sportliche und kulturelle Veranstaltungen werden von beiden Städten getragen, so z. B. der Europamarathon, der Brückenlauf, die Verleihung des Internationalen Brückepreises und die wiederbelebten Schlesischen Musikfeste.

## Kultur und Sehenswürdigkeiten

### Theater

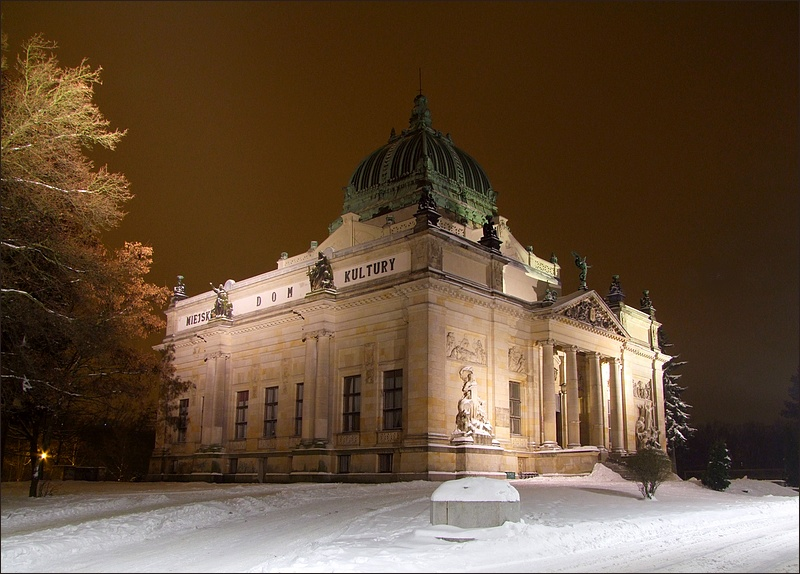
Miejski Dom Kultury (ehem. Oberlausitzer Gedenkhalle)

Im Miejski Dom Kultury (dt.: städtisches Kulturhaus), der ehemaligen Oberlausitzer Gedenkhalle, finden regelmäßig Theaterkurse statt. Theateraufführungen finden im Dom Kultury jedoch nur sehr selten statt und werden oftmals durch Ensembles aus anderen Städten aufgeführt. Im Theater Görlitz bzw. dem Theater Apollo in der Nachbarstadt finden auch Theateraufführungen in polnischer Sprache bzw. Theaterstücke und Operetten mit polnischen Untertitel statt. Teilweise tritt auch das Ensemble aus Jelenia Góra in Görlitz auf.
Im Kinosaal und im Auditorium des Miejski Dom Kultury probt die Theatergruppe Phantom für das alljährliche Straßentheaterfestival der beiden Nachbarstädte. Bei dem internationalen Straßentheaterfestival ViaThea treffen sich in der Doppelstadt Görlitz/Zgorzelec Künstler und Theatergruppen aus ganz Europa um auf öffentlichen Straßen, Plätzen und Parks östlich und westlich der Neiße ein Wochenende ihre Stücke zur Schau zu stellen.

### Museen

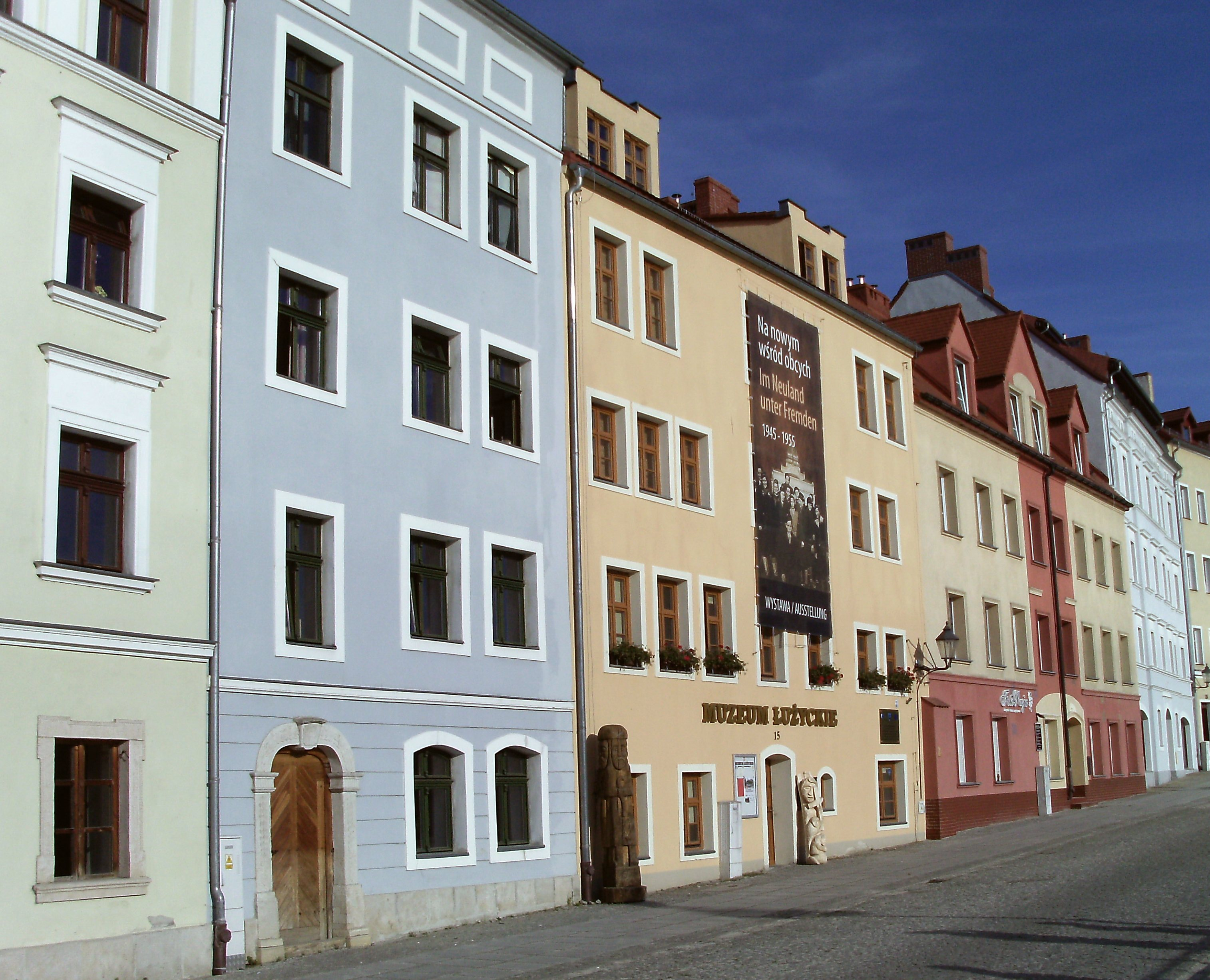
Das Lausitzer Museum an der Ulica Daszyńskiego

In der historischen Neißevorstadt befindet sich das Lausitzer Museum (poln.: Muzeum Łużyckie). In dem Museum werden die Geschichte, die Kultur und der Alltag der Bewohner der polnischen Oberlausitz vorgestellt. Das Museum ist ein Projekt der Euroopera. Für das Museum wurde mit Hilfe der EU ein verfallenes Haus an der Ulica Daszyńskiego restauriert und für den Museumsbetrieb umgebaut. Es eröffnete im Jahr 2007. Im Kaisertrutz in der deutschen Nachbarstadt wurde 2012 eine neue Dauerausstellung über die Historie der Stadt Görlitz eröffnet, die die Entwicklung der Stadt von der frühzeitlichen Besiedlung über die Teilung bis in das Wendejahr 1989 beleuchtet.
Das benachbarte Jakob-Böhme-Haus ist ebenfalls ein Projekt der Euroopera. In ihm wird an den Mystiker und Philosophen Jakob Böhme erinnert. Er soll in diesem Haus von 1599 bis 1610 gelebt haben. Heute ist das Haus auch Sitz von Euroopera.

### Musik
Das Festival des griechischen Liedes findet jedes Jahr im Juli statt.
Das Schlesische Musikfest findet seit der Wiederbelebung in den 1990er Jahren wieder in Görlitz, Zgorzelec und der näheren Umgebung statt. Vor 1945 fanden die Musikfestspiele in der Stadthalle an der Neiße statt. Nach der Wiederbelebung des Festes werden Konzerte auch an verschiedenen Veranstaltungsorten auf polnischer Seite ausgerichtet. In den vergangenen Jahren fanden Konzerte im Dom Kultury und in der St. Josef-Kirche statt.

### Bauwerke

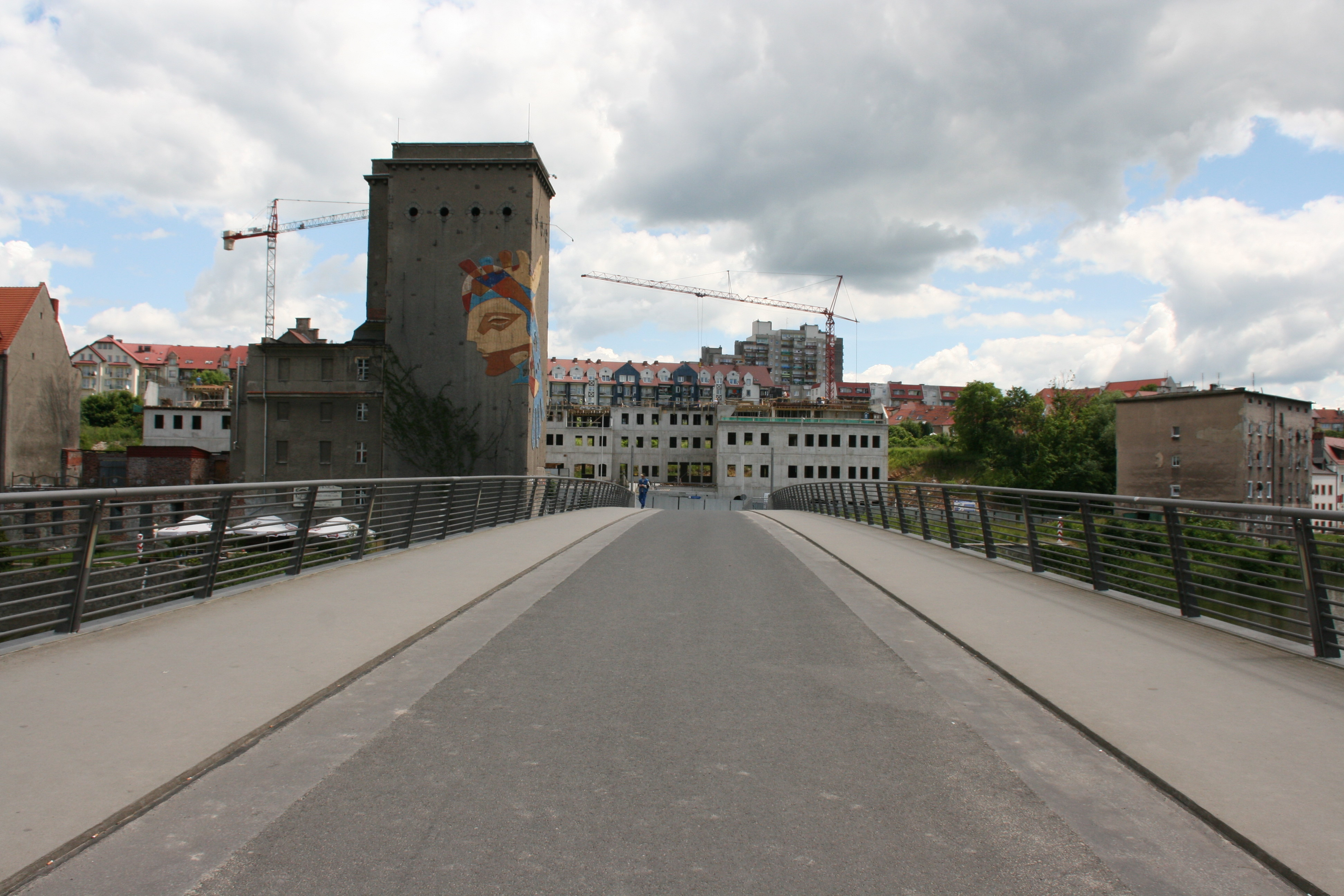
Blick von Altstadtbrücke auf die Dreiradenmühle, im Hintergrund die Bauarbeiten am Töpferberg

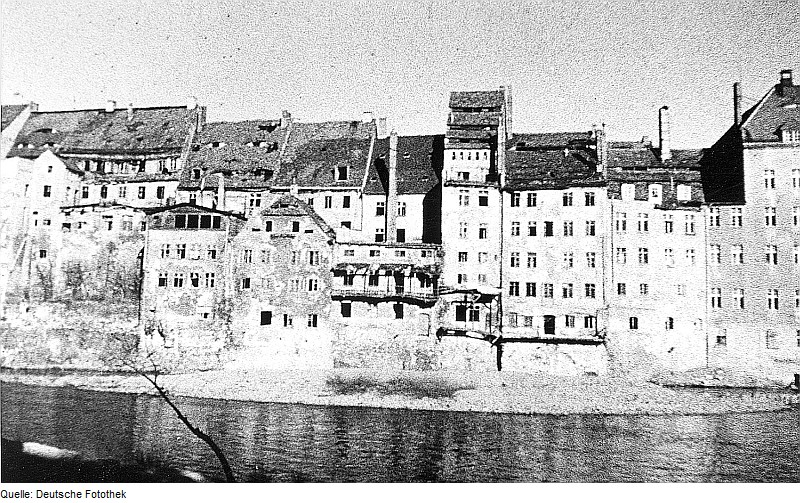
Ehemalige Uferbebauung nördlich der Dreiradenmühle um 1958

Die Dreiradenmühle an der neuen Altstadtbrücke zählt zu den Sehenswürdigkeiten der Stadt. Das markante Mosaikgesicht auf der Südseite des 1938 neben der Mühle errichteten Getreidesilos ist weithin sichtbar. Das Silo ist eines der wenigen erhaltenen Gebäude der alten Mühle. Die Mühle diente seit dem 13. Jahrhundert als Getreide- und Walkmühle der Görlitzer Weißgerber. Heute befindet sich in einem Gebäude ein Restaurant. Auf der anderen Straßenseite ist das historische Viertel am Plac Pocztowy (Töpferberg) um die Postmeilensäule wieder entstanden. Die Häuser um den Platz sind dem historischen Vorbild nachempfunden worden und warten seit ihrer Fertigstellung auf eine Nutzung.
Langfristig ist auch die neue Bebauung der Freiflächen nördlich der Dreiradenmühle und des Postplatzes an der Ulica Wrocławska beabsichtigt. Die Bebauung soll dabei nicht ausschließlich nach dem historischen Vorbild wieder aufgebaut werden, jedoch ein „ästhetisches Zusammenwachsen mit der vorhandenen Altbausubstanz ermöglich[en]“. Das historische Stadtbild soll durch die Bebauung nicht gestört werden. Zgorzelec arbeitet bei der Revitalisierung der Neißevorstadt eng mit der Görlitzer Denkmalschutzbehörde zusammen. Die historische Bebauung an der Neiße wurde bei der Sprengung der Altstadtbrücke im Mai 1945 beschädigt und in den 1950er Jahren abgerissen.
Auch das ehemalige Rabenvorwerk auf dem Rabenberg oberhalb der Neiße sei hier erwähnt. Es ist auch unter dem Namen Scultetus-Hof bekannt und befindet sich an der Ulica Ogrodowa Ecke Ulica Stefana Żeromskiego. Im Jahr 1440 wurde der Hof erstmals im Zusammenhang mit dem Erwerb durch Seifrid Goswin erwähnt. 1529 erwarb nach zahlreichen Zwischeneigentümern Martin Schulz das Gut. Er war der Vater des bekannten Görlitzer Bürgermeisters und Astronomen Bartholomäus Scultetus, der hier 1540 geboren wurde. Derzeit befindet sich in dem Hof eine soziale Einrichtung.
Östlich an das Vorwerk schließt sich die einst als Gartenstadt Rabenberg angelegte Siedlung an. Sie ist geprägt von zahlreichen Einfamilien- und Doppelhäusern sowie vereinzelten Villen. Auch einheitliche Häusertypen mit gleichen Grundriss entstanden auf dem Rabenberg. Der Bauträger der Häuser war der Beamten-Wohnungsverein zu Görlitz. Inmitten der Siedlung steht der etwa 24 Meter hohe Wasserturm. Der Turm trägt auf seiner oberen Plattform auch Sendeanlagen für Rundfunk und Fernsehen.

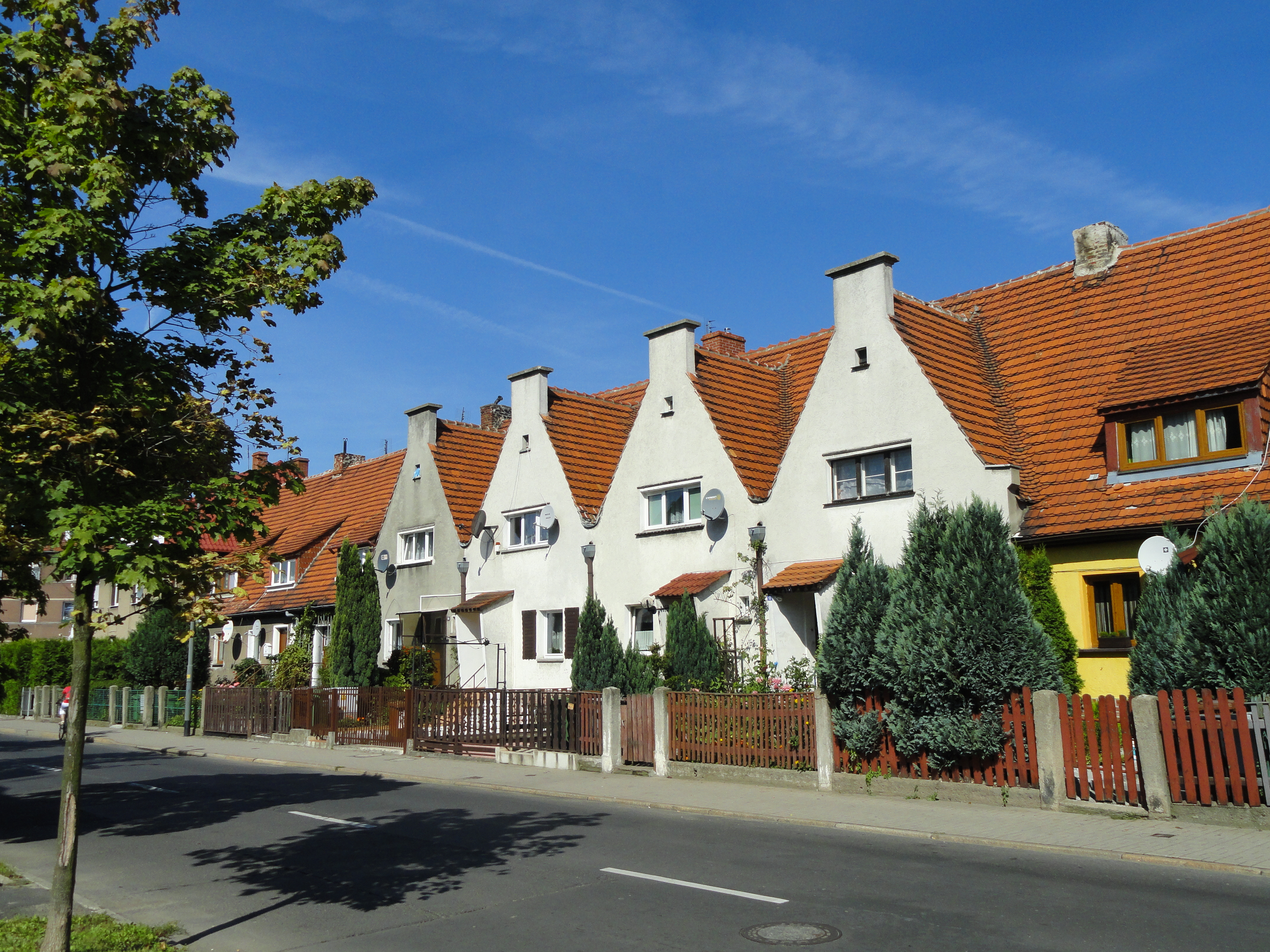
Reihenhäuser an der Ulica Romualda Traugutta

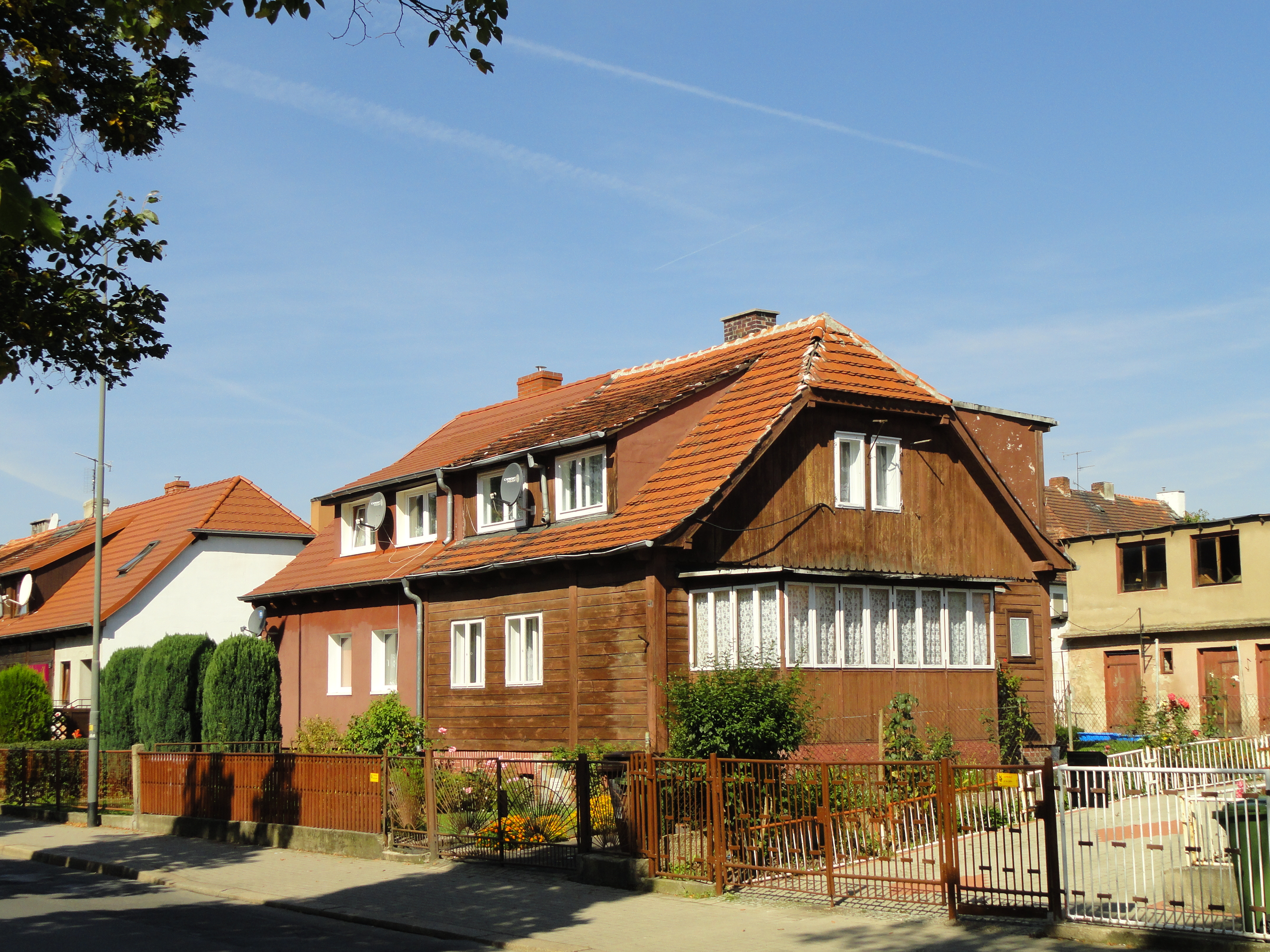
Doppelholzhäuser an der Ulica Romualda Traugutta

Östlich der Ulica Tadeusza Kościuszki (Hindenburgstraße) entstand in den 1920er und 1930er Jahren die Gartensiedlung am Georg-Wiesner-Park (Park im. Paderewskiego). Die Siedlung sollte einst bis an die östliche Bahnstrecke führen und steht heute unter Denkmalschutz. Der östliche Teil wurde nach 1945 mit Mehrfamilienhäusern in Plattenbauweise bebaut. In der Mitte erstreckt sich in Ost-West-Richtung die namensgebende Parkanlage. Quer vom Park gehen in Nord-Süd-Richtung die Straßen der Wohnsiedlung ab. Zuerst entstanden die Reihenhäuser und die vier Doppelholzhäuser an der Ulica Romualda Traugutta (Blücherstraße). Der Park wurde zwischen 1929 und 1931 angelegt. Bis 1935 entstanden die Häuser an der Ulica Fryderyka Chopina (Beethovenstraße) und der Ulica Stanisława Moniuszki (Johann-Sebastian-Bach-Straße). Die nächsten drei Jahre folgte die Bebauung der Ulica Karola Szymanowskiego (Mozartstraße) und des Nordteils der Ulica Stanisława Moniuszki. Die Bebauung des östlichen Gebiets ruhte aufgrund des Kriegsausbruchs.
Auch in dieser Siedlung entstanden die Wohnhäuser nach bestimmten Häusertypen. Der erste Häusertyp ist traufständig und hat drei Stockwerke. Die Satteldächer haben kleine Dachgauben. Diese Häuser findet man an der Ulica Fryderyka Chopina. Der zweite Häusertyp befindet sich an der Nordseite der Ulica Romualda Traugutta. Die zweistöckigen Reihenhäuser sind giebelständig und besitzen auf der Straßenseite einen kleinen Vorgarten sowie auf der Rückseite einen größeren Garten. Die benachbarten Doppelholzhäuser blieben Unikate. Sie wurden von der Nieskyer Firma Christoph & Unmack gefertigt. Die vier Doppelhäuser sind traufständig und besitzen ein Krüppelwalmdach. Das einheitliche Bebauungskonzept hat die Siedlung heute durch zahlreiche An- und Umbauten an den Häusern weitgehend verloren.

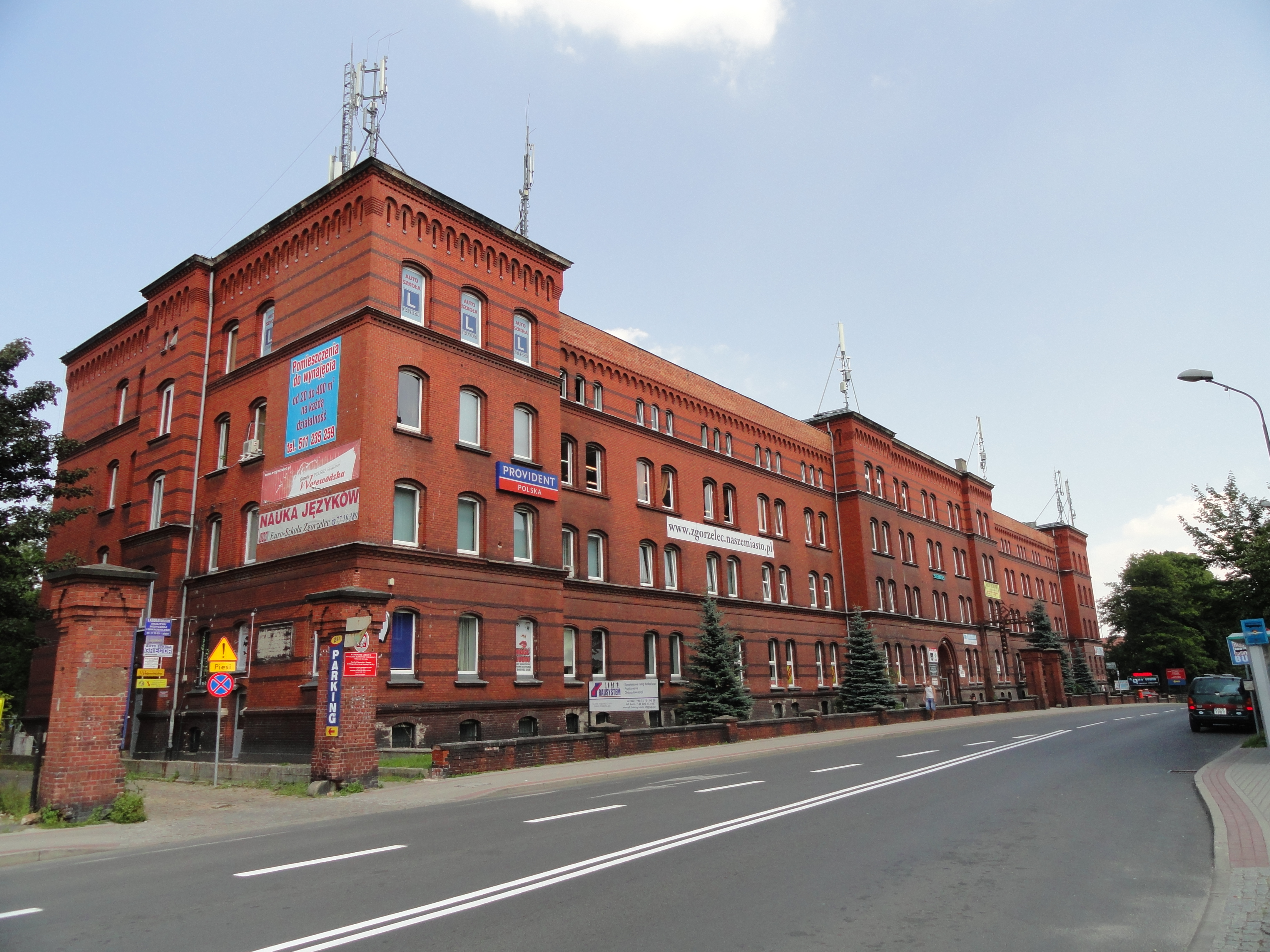
Die ehemalige Neue Kaserne ist heute ein Bürokomplex

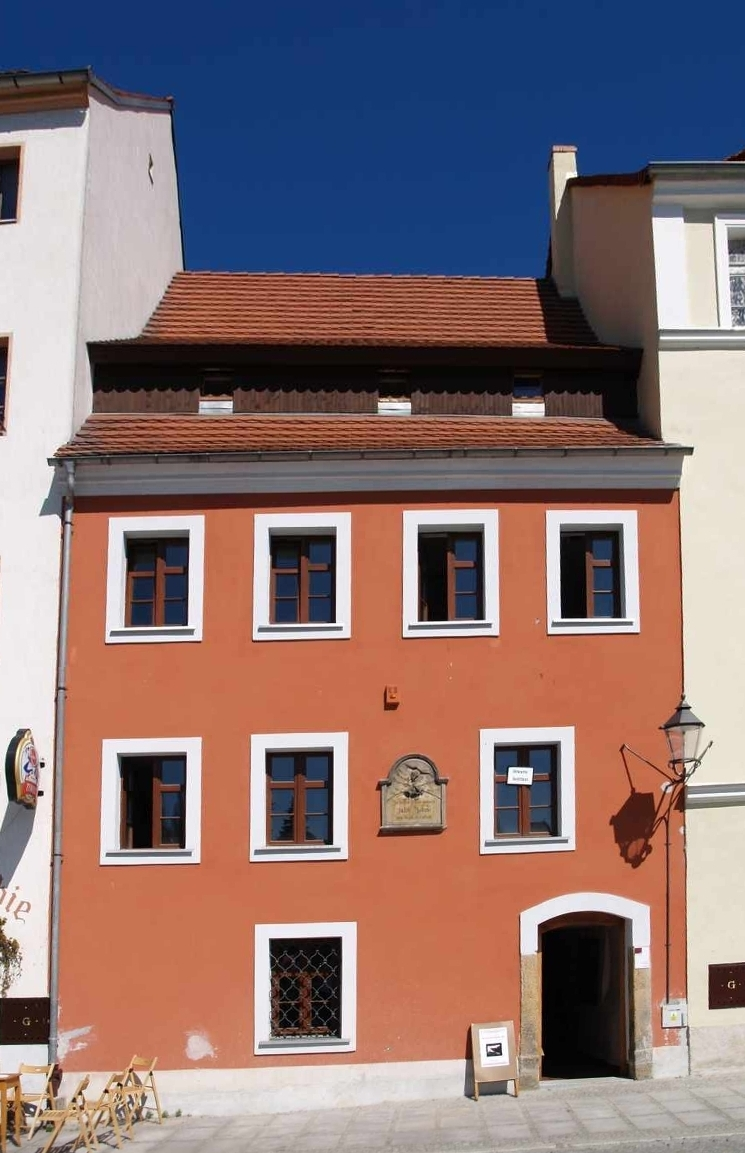
Das Jakob-Böhme-Haus in der Ul. Daszyńskiego 12 (ehem. Prager Straße), hier lebte Jakob Böhme von 1599 bis 1610

An die Siedlung am Park im. Paderewskiego schließt sich südlich der Komplex der ehemaligen Neuen Kaserne (ab 1938: Courbière-Kaserne) an. Die Bauarbeiten an dem roten Klinkerbau an der Ulica Armii Krajowej begannen 1890. Im Jahr 1896 bezogen die ersten Soldaten den Kasernenbau. In den 1930er Jahren wurde der Kasernenkomplex erweitert. Es entstand unter anderem der Winterberg-Block an der Ulica Józefa Poniatowskiego (Nettelbeckstraße). In den Gebäuden sind heute unter anderem eine Schule und ein Gericht untergebracht. Mitte der 1930er Jahre entstand auch die Kleist-Kaserne an der Ulica Bohaterów II Armii Wojska Polskiego (Hermsdorfer Straße) in direkter Nachbarschaft zur Neuen Kaserne und auch die Winterfeldt-Kaserne im Stadtteil Moys.

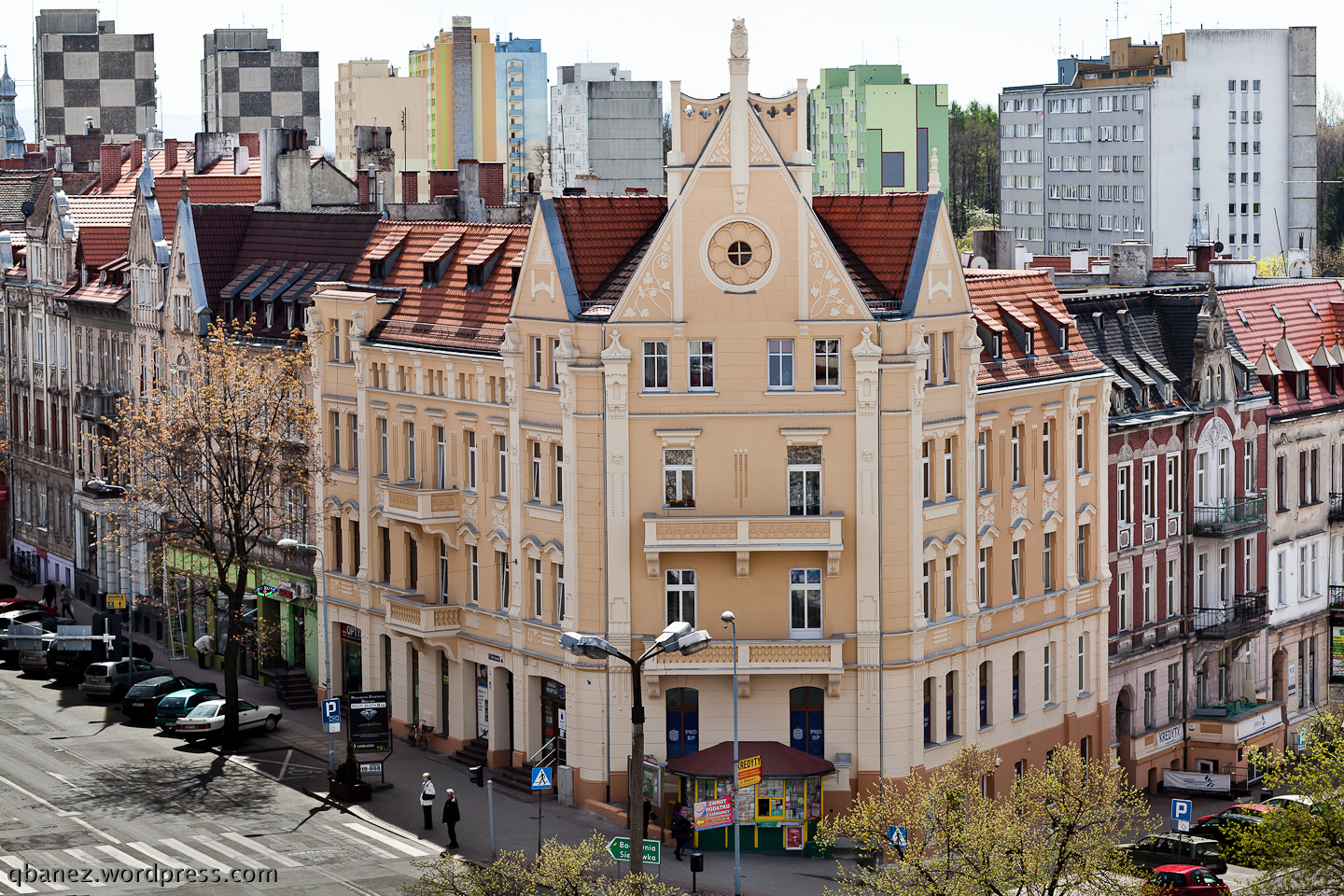
Gründerzeitbebauung an der Kreuzung der Ulica Warszawska/Ulica Staszica und im Hintergrund Wohnhäuser in Plattenbauweise

An der Ulica Daszyńskiego, auf der sich auch das Jakob-Böhme-Haus befindet, ist nahezu der gesamte historische Straßenzug erhalten und saniert. Die Straße geht in das südlicher gelegene Gründerzeitviertel über. Im Gründerzeitviertel der Stadt warten noch zahlreiche Häuser auf ihre Sanierung. Das historische Stadtzentrum steht seit 1958 unter Denkmalschutz. Am südlichen Rand des Viertels befindet sich die wohl bekannteste Sehenswürdigkeit der Stadt, die ehemalige Oberlausitzer Gedenkhalle, dem heutigen Miejski Dom Kultury (städtisches Kulturhaus). Der Bau wurde zur Erinnerung an die Kaiser Wilhelm I. und Friedrich III. entworfen und am 28. November 1902 durch Kaiser Wilhelm II. eingeweiht. Einst befand sich darin das Kaiser-Friedrich-Museum mit einer Gemäldegalerie sowie einer Sammlung zur Kulturgeschichte der Oberlausitz. Im Jahr 1943 wurde das Museum geschlossen und die Sammlungen verpackt und in umliegende Schlösser ausgelagert. Zwischenzeitlich nutzte das Luftfahrtministerium den Bau als Stützpunkt. Im Mai 1945 wurde die Gedenkhalle erst durch sowjetische und später durch polnische Soldaten besetzt und als Offizierskasino genutzt. Bis 1947 waren alle deutschen Inschriften abgeschlagen oder überstrichen und ein Großteil des verbliebenen Inventars geplündert. Auch das Zwei-Kaiser-Standbild von Bildhauer Johannes Pfuhl in der Eingangshalle und die Standbilder der deutschen Fürsten wurden entfernt oder zerstört. Sie wurden zu Schotter für Friedhofswege zerkleinert oder in Mülldeponien versenkt. Das Haus wird heute für kulturelle Veranstaltungen, wie Theater- oder Kinovorstellungen, aber auch in unregelmäßigen Abständen als Diskothek genutzt. Es bietet Platz in mehreren Sälen, darunter ist auch ein Saal, der für Kinovorführungen umgebaut wurde. Für Freiluftveranstaltungen steht auch ein Amphitheater auf der Südseite des Dom Kultury zur Verfügung.

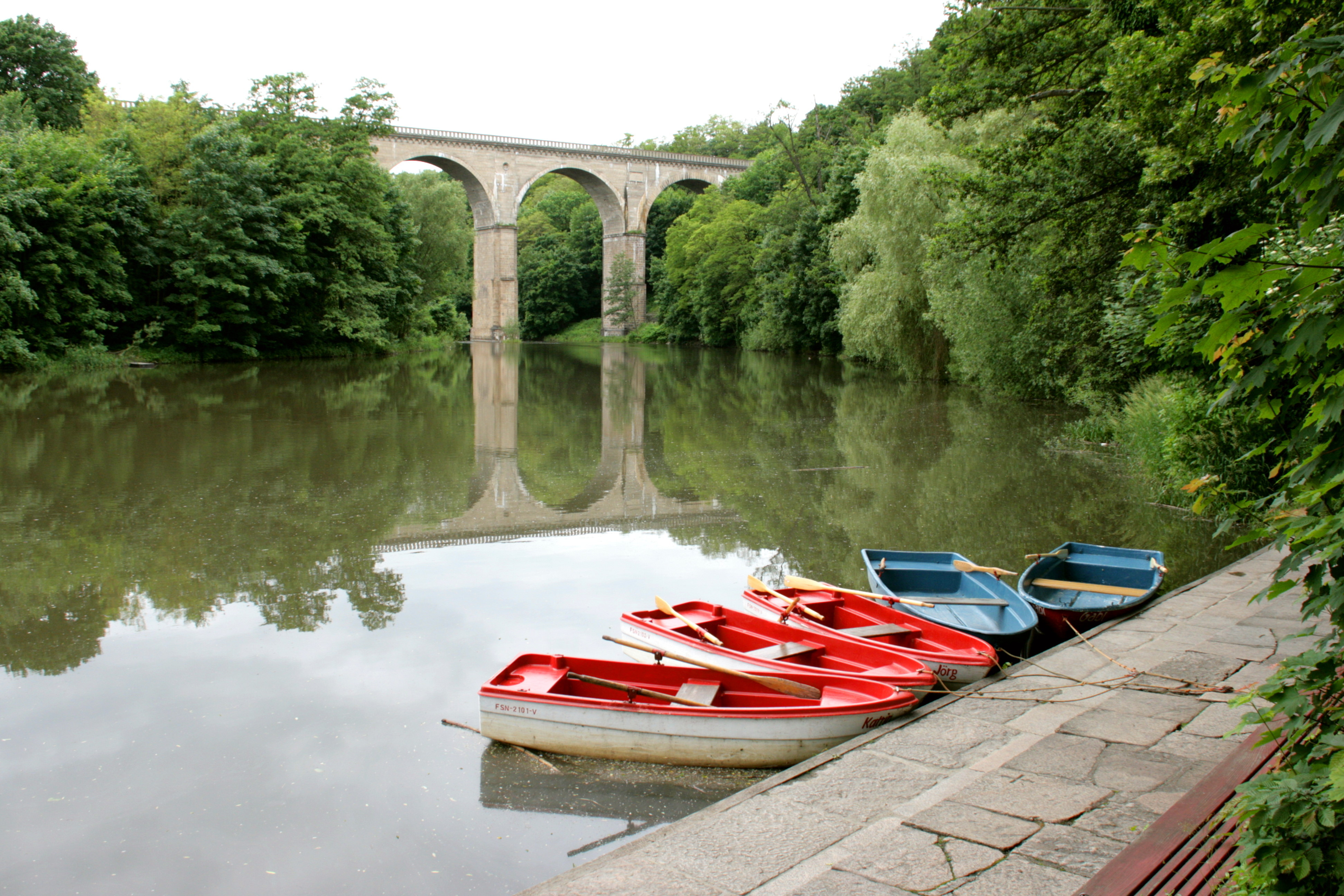
Der Neißeviadukt

Im Süden der Stadt in Richtung Ujazd (Moys) erhebt sich das 475 Meter lange Neißeviadukt. Es überspannt mit seinen 30 Bögen das 35 Meter tieferliegende Neißetal und ermöglicht internationalen Zügen zwischen Deutschland und Polen die Querung der Grenze. Es wurde nach drei Jahren Bauzeit 1847 eröffnet. Am 7. Mai 1945 wurden einige Bögen der Brücke gesprengt und unterbrachen so den Zugverkehr bis zum Wiederaufbau in den 1950er Jahren. Heute gehört das Bauwerk der polnischen Staatsbahn. Im südlichen Stadtteil befindet sich weiterhin ein barocker Gutshof, der aus den Anfängen des 18. Jahrhunderts stammt und Sitz der Familie Raschke war. Zu den wohl bekanntesten Gästen des damaligen Gutes zählte unter anderem der preußische König Friedrich der Große in der Nacht vom 25. auf den 26. November 1745 und der preußische Staatskanzler Karl August von Hardenberg im Mai 1813.
Neben den neugebauten Kirchen sind auch noch ältere Kirchengebäude erhalten geblieben, so z. B. die Johanneskirche im Stadtteil Ujazd und die Bonifatiuskirche in der Nähe des Busbahnhofes. Die Grundsteinlegung für die Bonifatiuskirche fand im Mai 1929 statt und bereits nach einem Jahr konnte sie an die katholische Gemeinde übergeben werden. Eine Besonderheit der Kirche sind ihre fünf Glocken, drei davon stammen noch aus der deutschen Zeit. Die zwei polnischen Glocken St. Josef und St. Adalbert aus dem Jahr 1966 verstärken ihr Geläut. Sie wurden als Zeichen für die deutsch-polnische Verständigung zur Tausendjahrfeier Polens gegossen. Der Kirchenbau ist ein Beispiel für die moderne und schlichte Kirchenarchitektur der 1920/30er Jahre. Auch die ehemals protestantische Johanneskirche mit dem viereckigen Eckturm und dem Spitzdach an der Ulica Grunwaldzka stammt noch aus deutscher Zeit. Sie wurde 1906 von der protestantischen Gemeinde errichtet.
Der einstige Moyser Friedhof befand sich weit abseits der Kirche an der heutigen Ulica Cmentarna. Der neue kommunale Friedhof von Zgorzelec entstand nördlich entlang der Ulica Słowiańska in Nachbarschaft zum Gräberfeld für die 3000 polnischen Soldaten. Der Friedhof erstreckt sich zwischen Ulica Bohaterów II Armii Wojska Polskiego und der Eisenbahnverbindungskurve am Abzweig Krysin zwischen den Bahnstrecken nach Lubań (Lauban) und nach Węgliniec (Kohlfurt).

### Denkmäler

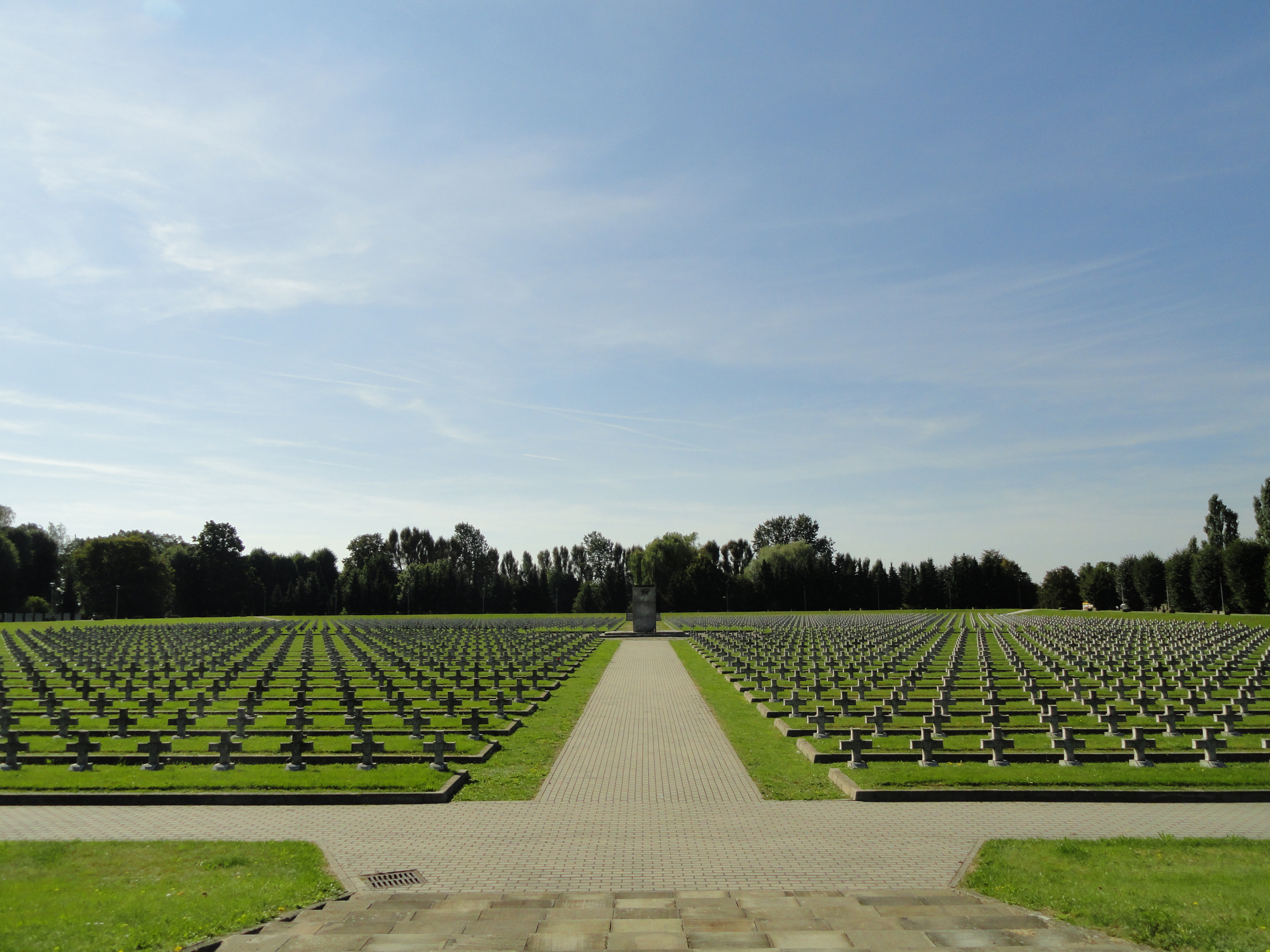
Gräberfeld für die gefallenen Soldaten der polnischen 2. Armee

Nach dem Zweiten Weltkrieg entstand an der Ulica Bohaterów II Armii Wojska Polskiego ein Friedhof mit über 3000 Gräbern für die Soldaten der polnischen 2. Armee, die bei den Offensiven im Frühjahr 1945 entlang der Neiße, hinein in den Dresdner Raum und nach Böhmen ums Leben kamen. Jedes Grab ist mit einem Grunwaldkreuz aus Beton gekennzeichnet. Das benachbarte Denkmal des Piastenadlers von Józef Potępa von der Kunstakademie in Krakau wurde am 6. Mai 1978 enthüllt. Er versinnbildlicht den Adler der polnischen Streitkräfte, der stolz auf einer Grenzsäule sitzt und in Richtung Westen schaut.

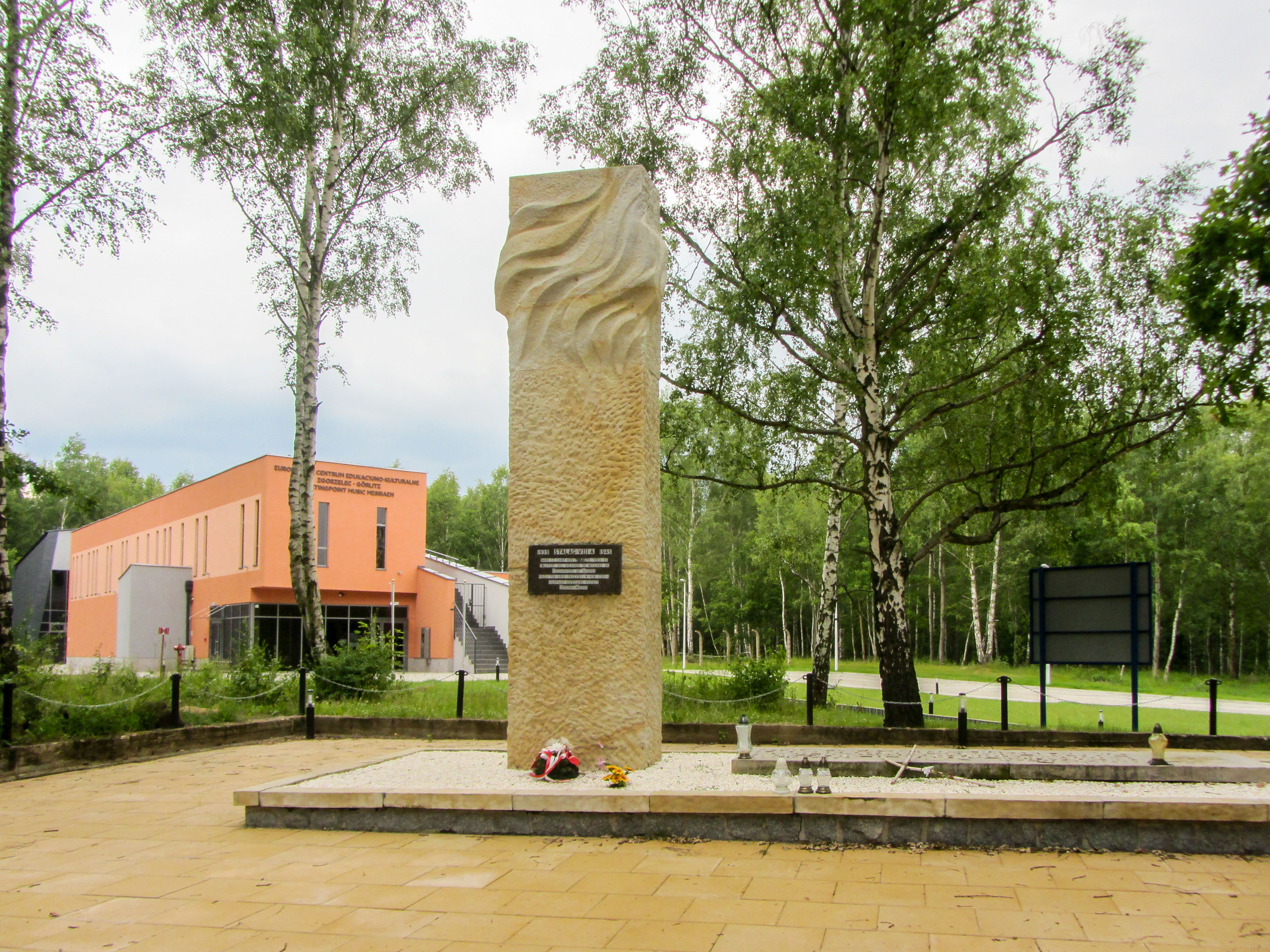
Denkmal für die Opfer des Stalag VIII A im Süden von Zgorzelec, im Hintergrund das Europäische Zentrum für Bildung und Kultur Zgorzelec - Görlitz Meetingpoint Music Messiaen

An ein ebenso trauriges Kapitel erinnert die Gedenkstätte des Stalag VIII A in den Wäldern südlich von Ujazd (Moys). In dem ehemaligen Internierungslager wurden ab 1940 belgische, französische und jugoslawische Soldaten gefangen gehalten. Ab Januar 1942 kamen sowjetische, britische und später auch italienische, slowakische und amerikanische Kriegsgefangene hinzu. Mit 47.328 Häftlingen erreichte das Lager im September 1944 den Höchststand. Zwischen 1946 und 1948 wurden die Baracken des Gefangenenlagers abgerissen. Seit 1976 erinnert an der Ulica Łużycka ein steinerner Obelisk mit einem Relief und einer Gedenktafel an die Opfer. Der wohl bekannteste Gefangene war der Franzose Olivier Messiaen. Er vollendete sein achtsätziges kammermusikalisches Werk Quatuor pour la fin du temps (dt.: Quartett für das Ende der Zeit) im Lager und führte es hier auch Ur auf.

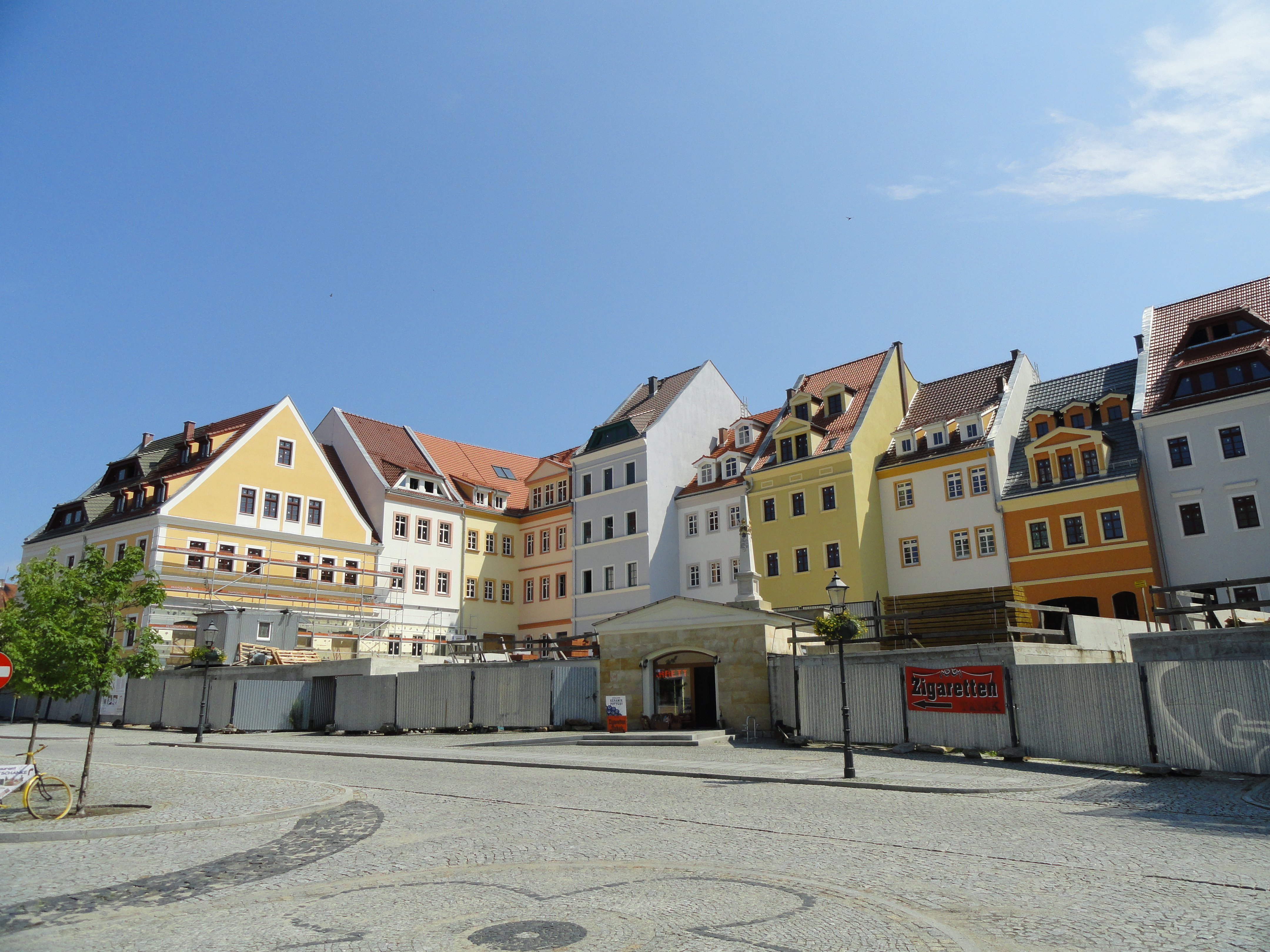
Die Postmeilensäule vor dem entstehenden Postplatz im Jahr 2012

Im Herbst 2003 wurde eine Kopie der Kursächsischen Postmeilensäule aufgestellt. Die ursprünglich 1723 vor dem Neißetor errichtete Säule wurde nach 1815 mit Entfernungsangaben in preußischen Meilen versehen und in den letzten Tagen des Zweiten Weltkrieges zerstört. Die Reststücke des Originals befinden sich im Postmuseum in Breslau. Die Kopie befindet sich am letzten Standort des Originals, hinter der Altstadtbrücke, am sogenannten Töpferberg, auf dem Dach des einstigen Brunnenhauses und trägt wieder dem Ursprungszustand nachempfundene Entfernungsangaben in Wegstunden (1 St. = 4,531 Kilometer).
Ein 2016 im Park Paderewskiego aufgestellter Obelisk erinnert an das Lager für das griechische Armeekorps während des Ersten Weltkrieges sowie der Gedenkstein am Bulwar Grecki an die griechischen Bürgerkriegsflüchtlinge Ende der 1940er Jahre.

### Parks

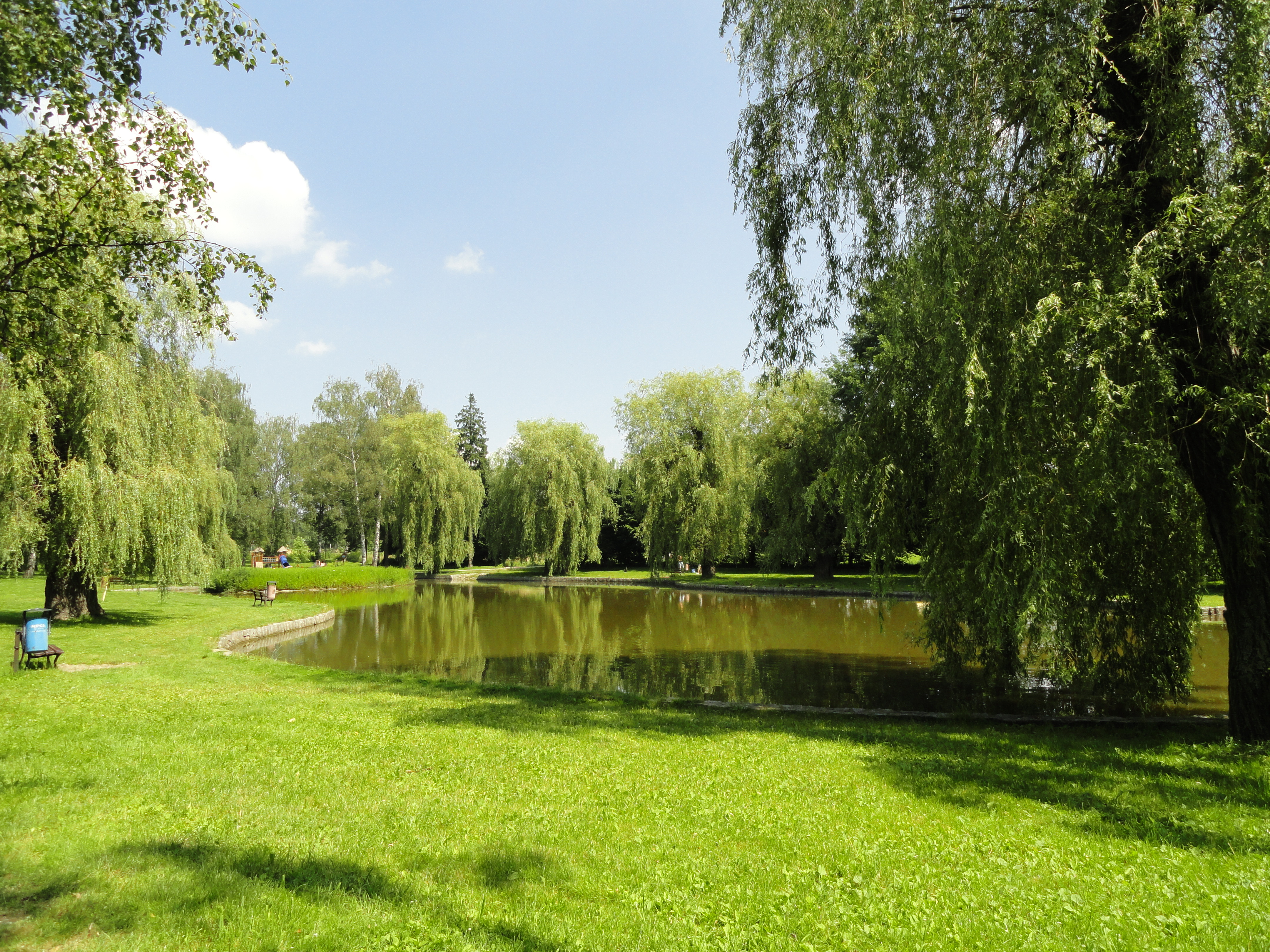
Teich im ehemaligen Henneberggarten

Die Stadt verfügt über mehrere Grünanlagen. Die beiden größten sind der Park im. Andrzeja Błachańca (Georg-Snay-Park mit Feldberggarten) am Dom Kultury und der Park Ujazdowski (Jägerwäldchen und Moyser Park) am Rothwasser. Sie sind miteinander durch einen Fußweg, der an der Neiße entlang unter dem Viadukt hindurchführt verbunden und vor allem durch ihren dichten Laubbaumbewuchs gekennzeichnet. Das vorher weitgehend kahle Neißeufer wurde in den 1870er Jahren nach einem städtischen Beschluss unter Parkinspektor Sperling bepflanzt. Das Neißetal südlich des Rothwassers und ein kleineres Areal südwestlich des Dom Kultury sind Teil des Natura-2000-Schutzgebietes Durchbruchtal der Lausitzer Neiße (poln.: Przełomowa Dolina Nysy Łużyckiej). In dem Schutzgebiet leben neben seltenen Insektenarten auch Biber, Fischotter und Fledermäuse.
Einer der innerstädtischen Parks ist der Park im. Paderewskiego (Georg-Wiesner-Park). Die Parkanlage durchqueren mehrere Straßen. Er entstand im Zuge des Baus der Gartensiedlung und sollte sich etwa 850 Meter von der Courbiérestraße (Ulica Tadeusza Kościuszki) am Rabenberg im Westen bis hin zur Bahnstrecke nach Kohlfurt im Osten erstrecken. Ein Großteil der östlichen Parkanlage wurde nach dem Krieg jedoch mit Wohnhäusern in Plattenbauweise überbaut. Lediglich das östliche Rondell an der Bahnstrecke am heutigen Haltepunkt Zgorzelec Miasto existiert noch. Hier befindet sich eine Amphitheater.
Eine weitere Grünanlage ist der ehemalige Henneberggarten zwischen der Ulica Armii Krajowej (Trotzendorfstraße) und der Ulica Boheraterów II Armii Wojska Polskiego (Kleiststraße). Der nach Plänen von Gartenbaudirektor Diekmann gestaltete Garten befindet sich auf einem ehemaligen Sumpfgebiet am ehemaligen Standort der Lorenzschen Ziegelei. Er erstreckte sich über eine Fläche von ca. 100.000 Quadratmetern und war eine Kombination aus Zier- und Nutzgarten. Seit 1924 befindet sich in der Mitte des Parks ein Teich, der bis heute existiert.

### Sport

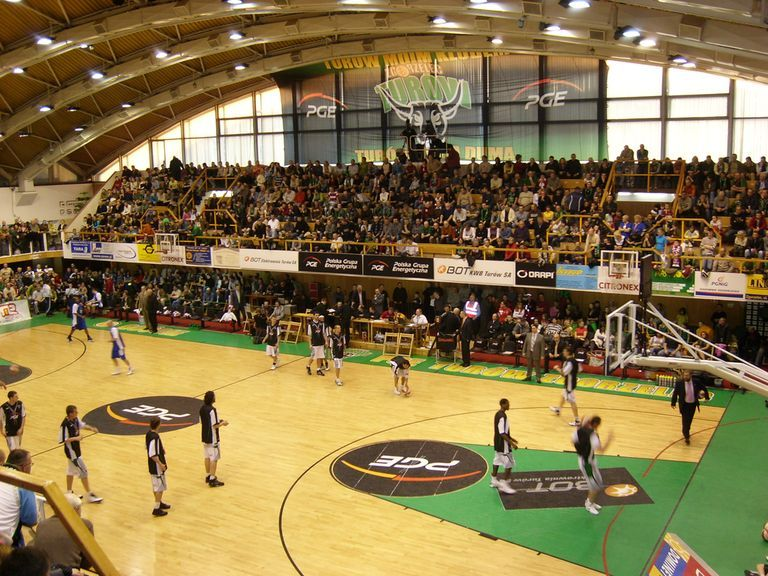
Basketballspiel im Centrum Sportowe

Der bekannteste und erfolgreichste Sportverein war bis zu seiner Insolvenz 2018 der Basketballverein PGE Turów Zgorzelec. Die Mannschaft spielte in der ersten polnischen Basketballliga und errang drei Saisons in Folge zwischen 2006 und 2009 sowie 2011 den polnischen Vizemeistertitel. Im Jahr 2014 wurde die Mannschaft polnischer Meister und qualifizierte sich für die EuroLeague. Ebenso nahm der Verein 2007 bis 2009 am ULEB Eurocup teil. Die normalen Saisonspiele in der polnischen Liga bestritt der Verein bis 2014 im Centrum Sportowe, einer 1986 gebauten Sporthalle in Zgorzelec. Sie bot 1700 Zuschauern Platz. Die Eurocup-Spiele zwischen 2007 und 2009 hingegen fanden in einer größeren Halle im tschechischen Liberec statt. Der Hauptsponsor war der polnische Energiekonzern Polska Grupa Energetyczna (PGE), der auch das südlich von Zgorzelec gelegene Braunkohlekraftwerk Turów betreibt.
Die ehemalige Heimspielstätte befindet sich auf dem Gelände des städtischen Sport- und Freizeitzentrums, dass neben der Basketballhalle auch zwei Fußballfelder, Tennisplätze sowie ein Hallen- und ein Freibad umfasst. Die Fußballfelder sind die Heimplätze des höchstklassigen Fußballvereins der Stadt – der MKS Nysa Zgorzelec. Er spielt in der vierten niederschlesischen Liga. Das Stadion bietet 2150 Sitzplätze.
Im Jahr 2014 wurde im Norden der Stadt gegenüber dem Krankenhaus an der Ulica Lubańska eine neue Mehrzweckhalle eröffnet. Die Mehrzweckhalle bietet 3500 Zuschauern Platz und entspricht den Anforderungen der Union des Ligues Européennes de Basketball (ULEB). Die Baukosten beliefen sich auf 42 Millionen Złoty. Das polnische Sportministerium förderte den Bau mit umgerechnet 4,8 Millionen Euro. Mit weiteren rund drei Millionen Euro unterstützte der Kraftwerksbetreiber und Sponsor Polska Grupa Energetyczna die Stadt bei dem Neubau.

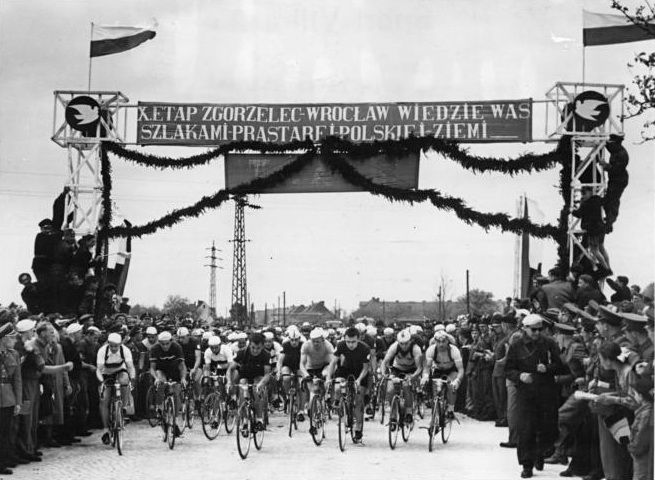
Start der zehnten Etappe der achten Internationalen Friedensfahrt in Zgorzelec

Durch Zgorzelec führten mehrfach Etappen der Internationalen Friedensfahrt. Erstmals verlief bei der fünften Friedensfahrt 1952 eine Etappe von Breslau über Zgorzelec bis nach Görlitz. Im Folgejahr begann die neunte Etappe und 1955 die zehnte Etappe in Zgorzelec und führte jeweils bis nach Breslau. Erst bei der Friedensfahrt 2000 endete wieder eine Etappe in der Stadt. In den dazwischenliegenden Jahrzehnten führten weitere Etappen durch das Stadtgebiet.
Vom 16. bis 25. August 2012 war Zgorzelec neben Hrádek nad Nisou (Grottau) und Zittau einer der Austragungsorte für die 18. Europäische Senioren-Leichtathletik-Meisterschaft. Die Wettkämpfe wurden kurzfristig aus dem südlichen Bogatynia nach Zgorzelec verlegt, da das Hochwasser 2010 das dortige Stadion schwer beschädigte. Im sanierten Zgorzelecer Stadion fanden die Hindernisläufe über 2.000 und 3.000 Meter, die Entscheidungsrennen über die Langstrecken von 5.000 und 10.000 Metern sowie das Bahngehen statt.

### Regelmäßige Veranstaltungen
Neben dem ViaThea feiern beide Städte auch ihre Stadtfeste gemeinsam. Das sogenannte Jakuby-Fest ist das Zgorzelecer Stadtfest. Es findet stets Ende August am selben Wochenende wie das Görlitzer Altstadtfest statt. Das Zgorzelecer Fest erstreckt sich entlang der Straßen rund um die Dreiradenmühle und der Ulica Daszyńskiego. Beide Festgelände sind über die Altstadtbrücke miteinander verbunden und lassen die beiden Feste zu einem großen deutsch-polnischen Stadtfest verschmelzen.
Weiterhin findet jährlich im Sommer das Griechische Festival statt, bei dem griechische Musik- und Tanzgruppen auftreten. Die Schirmherrschaft übernahm 2011 Cabriel Copsidis, der Botschafter Griechenlands in Polen. Im Jahr 1998 organisierte der Zgorzelecer Stadtrat und die Gesellschaft der Griechen in Polen das erste Musikfestival.

### Internationaler Brückepreis
Die Europastadt Görlitz/Zgorzelec verleiht jährlich den mit 2500 € dotierten Internationalen Brückepreis. Sie ehrt damit seit 1993 Persönlichkeiten, die sich mit ihrem Lebenswerk Verdienste bei der Völkerverständigung in Europa erworben haben. Preisträger sind unter anderem Marion Gräfin Dönhoff oder der ehemalige sächsische Ministerpräsident Kurt Biedenkopf. Günter Grass war im Jahr 2006 von der Jury für den Preis nominiert worden, jedoch zog er nach der Kritik an seinem Bekenntnis zu seiner Vergangenheit in der Waffen-SS durch den CDU-Fraktionsvorsitzenden im Stadtrat und in den Medien die bereits erklärte Annahme des Preises zurück. Die Jury entschied daraufhin, im Jahr 2006 keinen Preis zu verleihen.
Die letztjährigen Preisträger waren der britische Historiker Norman Davies (2009), der polnische Ministerpräsident a. D. Tadeusz Mazowiecki (2010), die ehemalige Präsidentin der Europa-Universität Viadrina Frankfurt (Oder) Gesine Schwan (2011) und der ukrainische Profiboxer und Politiker Vitali Klitschko (2012). Im Jahr 2013 erhielt der Kabarettist Steffen Möller den Preis. Ihm folgte 2014 der ehemalige luxemburgische Ministerpräsident Jean-Claude Juncker. In den Jahren 2015 und 2016 erhielt jeweils ein Schriftsteller den Preis – 2015 die Polin Olga Tokarczuk für ihre literarischen Brücken zwischen Menschen, Kulturen und Generationen und 2016 Timothy Garton Ash für seine Auseinandersetzung mit autoritären und totalitären Strukturen, ihren Auswirkungen und ihrer Überwindung in Mittel- und Osteuropa.

## Wirtschaft und Infrastruktur

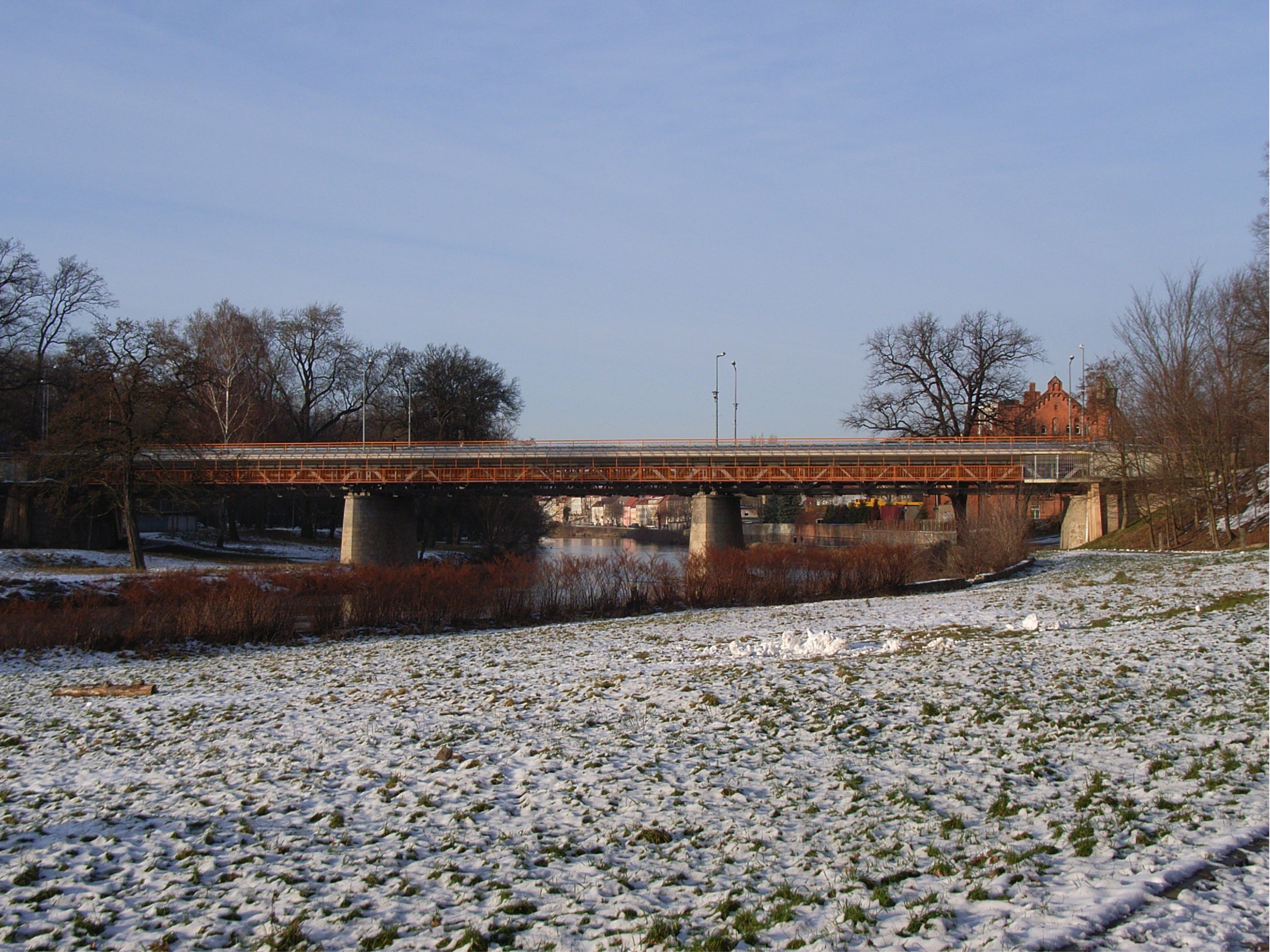
Die Stadtbrücke über die Neiße

### Verkehr
In Zgorzelec befinden sich vier Grenzübergänge: jeweils ein Autobahn- und Eisenbahngrenzübergang auf den Relationen Dresden–Breslau, ein Straßenübergang im Zentrum der Stadt sowie der wieder errichtete historische Neißeübergang der Via Regia – die Altstadtbrücke als Fußgänger- und Fahrradübergang.
Für Segelflugzeuge und Flugzeuge mit einem Startgewicht bis zu 5,7 Tonnen existiert etwa 10 Kilometer nordöstlich der Stadt der Verkehrslandeplatz Zgorzelec-Żarska Wieś. Er befindet sich östlich von Żarska Wieś zwischen der Droga krajowa 94 und der Autostrada 4 und verfügt über eine 800 Meter lange und 60 Meter breite Landebahn.

#### Öffentlicher Personennahverkehr
Am 1. Dezember 1897 eröffnete die Görlitzer Straßenbahn eine Straßenbahnlinie über die Reichenberger Brücke in die damalige Görlitzer Ostvorstadt bis zum Gasthof Stadt Prag. Das zurückgesetzte Gebäude an der Ulica Daszyńskiego, zwischen Ulica Kościuszki und Ulica Okrzei wird heute jedoch nicht mehr als Gasthof genutzt. Im Mai 1900 wurde die Straßenbahnlinie jenseits der Neiße vom Gasthof Stadt Prag über die Schenkendorffstraße (Ulica Warszawska) bis in das südliche Moys um 1,9 Kilometer verlängert. Die Endhaltestelle befand sich an der Seidenberger Straße (Ulica Łużycka) nördlich der Brücke über das Rothwasser. Mit Teilung der Stadt nach dem Zweiten Weltkrieg bestand im polnischen Teil nur noch das Reststück der Linie 3 zwischen der Stadtbrücke und Moys. Sämtliche Betriebseinrichtungen befanden sich auf der deutschen Seite und ein Betrieb auf dem Teilstück schien nicht wirtschaftlich zu sein. Der Großteil der Gleise wurde demontiert und der städtische Verkehr auf den Busbetrieb umgestellt. Seit 1991 verkehrt eine grenzüberschreitende Buslinie zwischen Görlitz und Zgorzelec, die halbstündlich die Görlitzer Innenstadt mit dem Zgorzelecer Stadtzentrum und den Einkaufszentren im Osten der Stadt verbindet. Seit 1996 gibt es auch Überlegungen, wieder eine grenzüberschreitende Straßenbahnlinie zu bauen. Bisher scheiterte das Vorhaben an fehlenden finanziellen Mitteln.
Die grenzüberschreitende Stadtbuslinie A wird durch drei innerstädtische Stadtbuslinien 3, 4 und 5 ergänzt. Der grenzüberschreitende Bus verkehrt auf polnischer Seite als Ringlinie um die Innenstadt, wohingegen die übrigen Linien in Nord-Süd-Richtung verlaufen. Die Linie 3 verkehrt ungefähr stündlich vom Stadtteil Ujazd durch die Innenstadt von Zgorzelec bis in das Gewerbegebiet am nördlichen Stadtrand nahe der Ortschaft Jędrzychowice. Die anderen beiden Linien beginnen ebenfalls in Ujazd, wobei die Linie 4 auch die westlichen Siedlungen der Stadt erschließt. Die Linie 5 folgt in weiten Teilen der Linienführung der Buslinie 3, wobei gemeinsam mit der Linie 4 auch weitere Gebiete im Südwesten des Stadtteils Ujazd angeschlossen werden. Vom Busbahnhof an der Bonifatiuskirche verkehren Regionalbuslinien in die umliegenden Ortschaften sowie nächsten Städte Bogatynia (Reichenau i. Sachsen), Lubań (Lauban), Pieńsk (Penzig), Węgliniec (Kohlfurt) und Zawidów (Seidenberg). Hier besteht Anschluss an die innerstädtischen und die grenzüberschreitende Stadtbuslinie.

#### Schienenverkehr

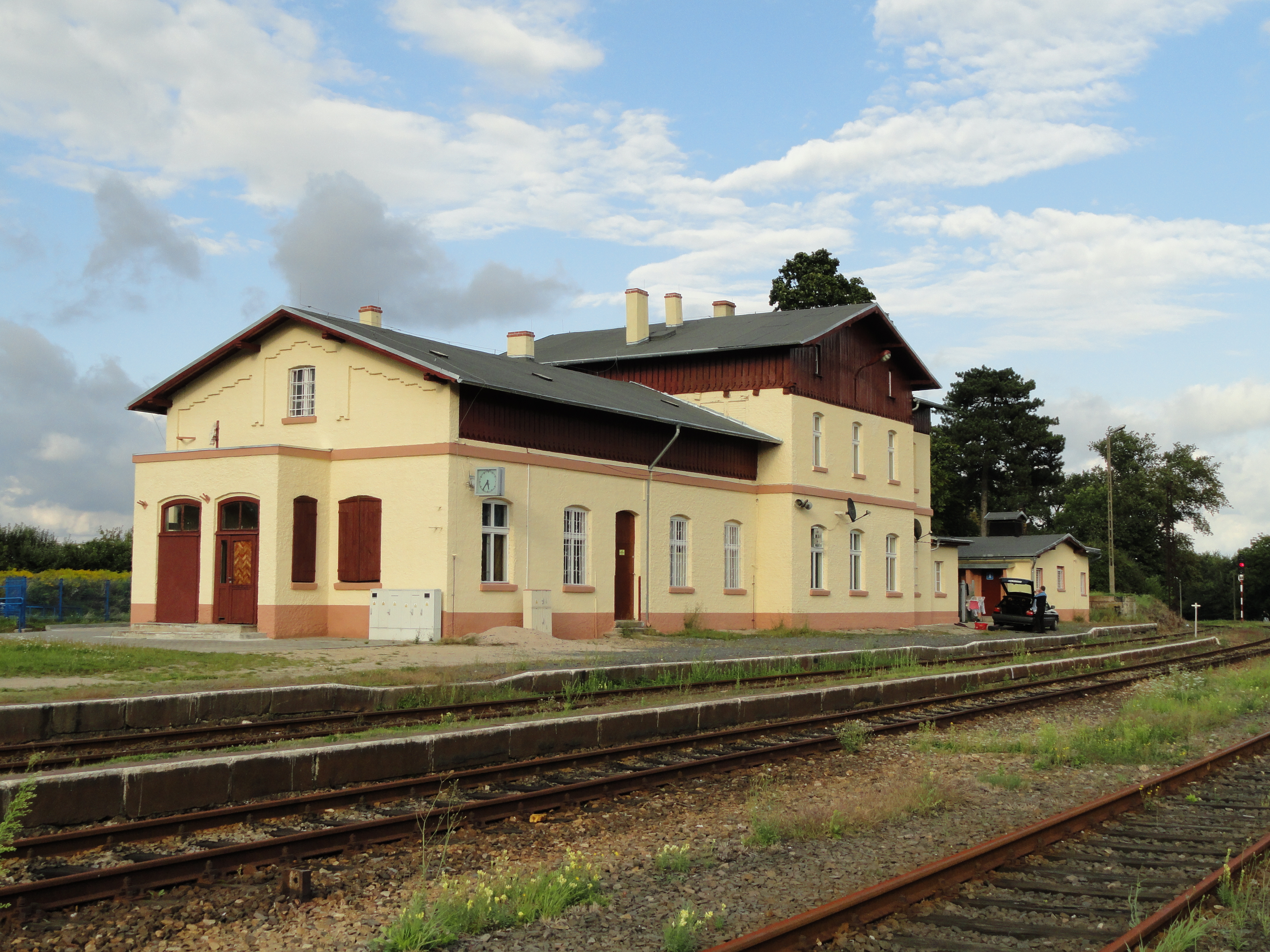
Der Bahnhof Zgorzelec auf der Südseite an den unsanierten Bahnsteigen Richtung Lubań

Im Stadtgebiet liegen zwei Bahnstationen, der Bahnhof Zgorzelec (Bahnhof Görlitz-Moys) sowie der Haltepunkt Zgorzelec Miasto. Am Bahnhof Zgorzelec trennen sich die Bahnstrecken nach Węgliniec (Kohlfurt), an der sich auch der Bahnhof Zgorzelec Miasto befindet, und nach Lubań (Lauban). Der Personenverkehr auf der Strecke nach Lubań wurde 2009 eingestellt, jedoch durch die woiwodschaftseigene Bahngesellschaft Koleje Dolnośląskie im Dezember 2011 wieder aufgenommen. Von Zgorzelec bestehen direkte Verbindungen in die Woiwodschaftshauptstadt Breslau sowie nach Dresden, Jelenia Góra (Hirschberg), Legnica (Liegnitz), Lubań (Lauban), Węgliniec (Kohlfurt) und Zielona Góra (Grünberg). Die Verbindung nach Deutschland über Görlitz und Bautzen nach Dresden wurde am 1. März 2015 eingestellt. Ab dem Fahrplanwechsel im Dezember 2015 wurden die durchgehenden Züge nach Breslau wieder angeboten. Einige polnische Regionalzüge, die früher nur bis Zgorzelec fuhren, werden seitdem bis nach Görlitz durchgebunden. Mit dem Fahrplanwechsel im Dezember 2019 wurde der elektrische Bahnverkehr auf der Strecke nach Węgliniec sowie eine Intercity-Direktverbindung nach Warschau aufgenommen.

#### Straßennetz
Das Straßennetz hat eine Gesamtlänge von 57,8 Kilometern (Stand: 2004). Die Stadt liegt an der Europastraße 40. Die Europastraße führt über die deutsche Bundesautobahn 4 in Richtung Dresden und auf polnischer Seite über die Autostrada A 4 in Richtung Krakau.
Die Droga krajowa 30 führt über Lubań (Lauban) und Gryfów Śląski (Greiffenberg) nach Jelenia Góra (Hirschberg) ins Riesengebirge. Die Droga krajowa 94 hingegen verläuft nahezu parallel zur polnischen Autostrada A 4 bis Krakau.

### Ansässige Unternehmen
Im Gewerbegebiet im Norden von Zgorzelec befindet sich das Heizwerk der städtischen Gesellschaft ZPEC mit dem markanten Schornstein. Das Heizwerk wurde ab 2008 in mehreren Stufen modernisiert, um unter anderem die Feinstaubbelastung in der deutsch-polnischen Stadt zu minimieren. Die Sanierung wurde auch mit Mitteln des Bundesministeriums für Umwelt, Naturschutz und Reaktorsicherheit kofinanziert. In direkter Nachbarschaft hat die Maschinenbaufirma KOPEX-FAMAGO ihren Sitz. Sie wurde 1957 als Teil des Tagebaus Turów gegründet und war für Wartungs- und Reparaturarbeiten zuständig. Im Jahr 1992 wurde sie privatisiert und baut unter anderem Tagebaumaschinen und Maschinen für Frachtumschlag sowie verschiedenste Maschinenelemente, wie z. B. Kupplungen, Zahnräder und Wellen. Nördlich der Maschinenbaufirma an der Ulica Fabryczna befinden sich auch noch die historischen Gebäude des ehemaligen Görlitzer Gaswerks II. Es wurde bereits 1904 gebaut um die Stadt Görlitz mit Gas zu beliefern, da die Produktionsgrenzen des Werks I an der Lunitz erreicht waren. Die Firma Dolnośląska Spółka Gazownictwa unterhält eine Zweigstelle auf dem Gelände des Gaswerks.
Am Stadtrand an der Ulica Armii Wojska Polskiego befindet sich der größte Bananenimporteur Europas – die Firma Citronex. Sie betreibt unter anderem Europas größte Reifeanlage für Bananen sowie eine große Lkw-Flotte, für den Transport der Ware. Die Bananen werden an mehrere Einzelhandelsketten in Deutschland, Polen und Tschechien geliefert.
Zahlreiche Arbeitsplätze entstanden ab den späten 1990er Jahren im Bereich des Einzelhandels. Mehrere ausländische Unternehmen investierten in Einkaufshäuser in einem Gewerbegebiet östlich der Stadt. Hier entstanden zwei große Einkaufsmärkte (real,- und Carrefour), zwei Baumärkte und zahlreiche Einkaufspassagen, darunter die am 18. März 2010 eröffnete Zgorzelec Plaza – ein Einkaufszentrum mit mehreren Einzelhändlern auf 13.000 m² Verkaufsfläche. Durch die Grenznähe profitieren die Märkte auch von den deutschen Einkäufern. Auch der sogenannte Tanktourismus führte zu einer sehr hohen Tankstellendichte auf dem Zgorzelecer Stadtgebiet. So existieren in Zgorzelec mehr als doppelt so viele Tankstellen wie in der deutschen Nachbarstadt Görlitz.
Südlich des Stadtteils Ujazd (Moys) befindet sich zwischen der Ulica Sulikowska und der neuen Ortsumgehung ein rund 16 Hektar großes Areal, das der Sonderwirtschaftszone Kamienna Góra angehört. Unternehmen, die sich in dieser Zone ansiedeln, erhalten eine staatliche finanzielle Unterstützung in Höhe bis zu 65 % der Kapitaleinlage. Aerosol International, ein Hersteller von Aluminiumverpackungen für die Kosmetikindustrie, erhielt eine Genehmigung für die Ansiedlung in der Sonderwirtschaftszone. Das Unternehmen wollte 180 Millionen Złoty in den geplanten Standort investieren und es sollten 300 Arbeitsplätze entstehen. Im September 2013 wurde bekannt, dass die Ansiedlung der Firma scheiterte.
Einer der bedeutendsten Arbeitgeber der Region ist das 25 Kilometer südlich gelegene Kraftwerk Turów, dessen Betreiber auch Hauptsponsor der lokalen Basketballmannschaft ist. Das Braunkohlekraftwerk ist mit einer Leistung von 1900 Megawatt das drittgrößte Polens. Es deckt acht Prozent des polnischen Energiebedarfs. Im Kraftwerk arbeiten rund 1800 Menschen.

### Medien
Die Gazeta Wojewódzka erscheint einmal wöchentlich. Zweiwöchentlich wird die Gazeta Powiatowa mit einer Lokalausgabe in Zgorzelec herausgegeben. Auch der Sender Telewizja Łużyce veröffentlicht regelmäßig Fernsehberichte über Zgorzelec, den Landkreis Zgorzelec und die benachbarten Kreise Lubań, Bolesławiec und Lwówek Słąski. In den 1990er Jahren gab es mit Zgorzelecka Telewizja Lokalna (ZTL) einen weiteren lokalen Fernsehsender. Er existiert heute nicht mehr. Auch der lokale Radiosender Radio Frem, der auch deutschsprachige Radiosendungen ausstrahlte, und der Onlineradiosender Radio Tri Zgorzelec sind mittlerweile abgeschaltet.
Die Sender der öffentlich-rechtlichen Hörfunkanstalt Polskie Radio: Jedynka (92,5 MHz), Dwójka (93,2 MHz), Trójka (91,5 MHz) und Czwórka (90,6 MHz) sind auf dem Stadtgebiet ebenso empfangbar wie die öffentlich-rechtlichen Fernsehsender TVP1, TVP2 und TVP Wrocław.

### Öffentliche Einrichtungen
In der Stadt befindet sich das Bezirksgericht Zgorzelec auf der Ulica Armii Krajowej und der Ulica Józefa Poniatowskiego. Das Gericht ist auch in einem Teil der ehemaligen Courbière-Kaserne untergebracht. Es ist dem Landgericht in Jelenia Góra untergeordnet. Das Amtsgericht beherbergt folgende fünf Kammern: Zivilrecht, Strafrecht, Jugend- und Familienrecht sowie das Arbeitsrecht und das Grundbuchamt.
Im Haus an der Ulica Bohaterów Getta 1 ist die öffentliche Stadtbibliothek untergebracht. Sie wurde im Mai 1946 auf Initiative des Schulinspektors gegründet. Jedoch besaß die Bibliothek anfangs weder eine Räumlichkeit noch Medien zum Ausleihen. Doch bereits am 15. September 1946 wurde die Bezirksbibliothek und der Lesesaal eröffnet. Die Bibliothek besitzt mehrere Außenstellen im Stadtgebiet.
Auf der Ulica Lubańska befindet sich das Kreiskrankenhaus. Das Krankenhaus ist eines von 160 polnischen Krankenhäusern, die das polnische Gesundheitsministerium als multidisziplinäres Schwerpunktkrankenhaus auswählte. Seit 1999 wurde das Krankenhaus von einst sieben Stationen auf 19 Stationen erweitert und grundlegend modernisiert sowie mit neuer Technik ausgerüstet.
Die Stadt Zgorzelec ist Verwaltungssitz der Gmina Zgorzelec (Landgemeinde Zgorzelec), gehört ihr als eigenständige Stadtgemeinde jedoch nicht an. Der Verwaltungssitz der Gemeinde befindet sich im Norden von Zgorzelec an der Kreuzung Ulica Lubańska und Ulica Tadeusza Kościuszki.

### Bildung

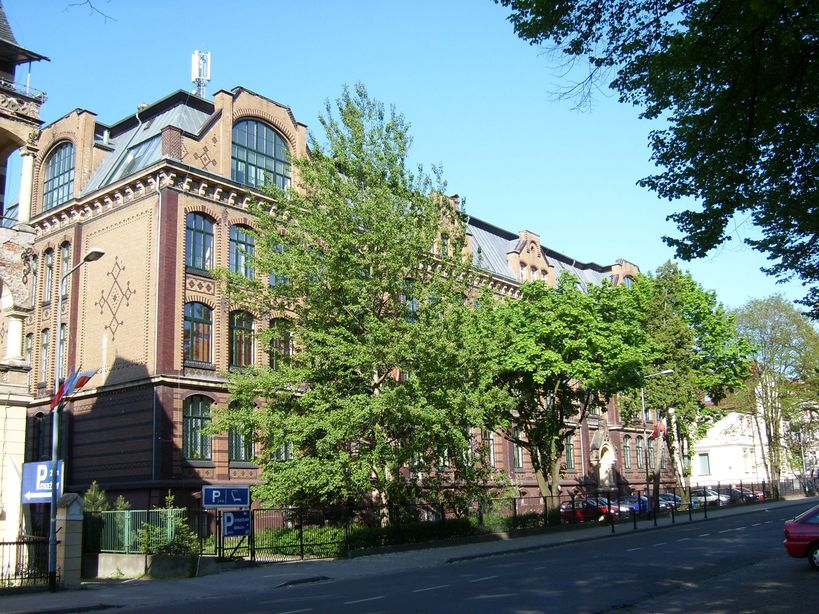
Das Liceum an der Ulica Partyzantów gegenüber dem Dom Kultury

Auf dem Stadtgebiet gibt es insgesamt sechs Kindergärten. Darunter befindet sich ein bilingualer Kindergarten in privater Trägerschaft der DPFA Akademiegruppe im Stadtteil Ujazd. Im selben Gebäude ist die deutsch-polnische Grundschule Regenbogen in gleicher Trägerschaft untergebracht.
Neben der privaten Grundschule gibt es noch drei weitere öffentliche Grundschulen in Zgorzelec sowie fünf Gymnasien. Die Gymnasien sind vergleichbar mit der deutschen Mittelstufe. Auch unter den Gymnasien existieren zwei private Schulen – eine Schule für Erwachsene (poln.: Gimnazjum dla dorosłych Żak) und das zweisprachige Gimnazjum Łużyckie. Das Gimnazjum Łużyckie ist ebenso wie das Liceum Ogólnokształcące im. Braci Śniadeckich in der ehemaligen Baugewerke- und Maschinenbauschule an der Ulica Partyzantów (Friedrichsplatz) untergebracht. Das allgemeinbildende Liceum trägt den Namen der Brüder Jan und Jędrzej Śniadecki. Die Schule führt zur allgemeinen Hochschulreife. Weiterhin gibt es in Zgorzelec drei Berufsschulen.
Die Hochschule für Geistes- und Wirtschaftswissenschaften Łódź und die Management-Hochschule Legnica haben Außenstellen in Zgorzelec.

## Persönlichkeiten

### Ehrenbürger
Der Zgorzelecer Stadtrat kann Personen mit besonderen Verdiensten die Ehrenbürgerschaft verleihen. Anträge auf Ehrenbürgerschaft können von der Kommune, Bürgern und Unternehmen der Stadt sowie Vereinen und Organisationen eingereicht werden. Im Jahr 2000 erhielt Aleksander Kwaśniewski – dritter Staatspräsident der Dritten Polnischen Republik die Ehrenbürgerwürde. Acht Jahre später wurde sie Jan Mycek, dem ehemaligen Pfarrer der katholischen Pfarrgemeinde Sankt Bonifatius und Prälat des Dekanates Zgorzelec verliehen.

### Söhne und Töchter der Stadt
- Mirosław Fiedorowicz (* 1956), Bürgermeister von Zgorzelec von 1998 bis 2006
- Janusz Bronowicz (* 1960), Generalmajor der polnischen Streitkräfte
- Ryszard Sobczak (* 1967), Fechter
- Roman Brodniak (* 1968), Sejmabgeordneter zwischen 2007 und 2011
- Rafał Gronicz (* 1973), seit 2006 Bürgermeister von Zgorzelec
- Tomasz Skulski (* 1981), Jazzmusiker
- Michal Skulski (* 1985), Jazzmusiker
- Agata Korc (* 1986), Schwimmerin
- Grzegorz Śliwiński (1979–2022), Wissenschaftler[155]